# Stockmann (Helsingfors centrum)
Stockmann är en kulturhistoriskt viktig affärsbyggnad och ett varuhus i Helsingfors centrum. Byggnaden ligger i stadsdelen Gloet i kvarteret som avgränsas av Mannerheimvägen, Alexandersgatan, Centralgatan och Norra Esplanaden. Varuhuset är Nordens största och det femte största i Europa. Samtidigt är byggnaden också Stockmannkoncernens värdefullaste, mest produktiva och synligaste enhet.
Den skyddade byggnaden är byggd enligt ritningar av Sigurd Frosterus, som kom på andra plats i en arkitekttävling 1916 och byggnadsstilen representerar i huvudsak 1920-talsklassicism. Byggandet började 1921 med basarbyggnaden och det egentliga varuhuset färdigställdes med fyra våningar i mitten av 1920-talet. År 1930 blev slutligen alla åtta våningar klara.
Stockmanns varuhus har förnyats, höjts och förstorats i olika etapper, bland annat med Bokhuset 1969 och Wulffska hörnet 1989. Den nyaste ombyggnaden skedde 2010 då de översta våningarna byggdes till och källarvåningarna byggdes om. Varuhuset har 12 våningar, varav tre ligger under marknivån. Utöver dessa finns det en förbindelse till en underjordisk parkeringsanläggning i tre våningar.

## Allmänt
Stockmanns varuhus ligger i centralaste Helsingfors i korsningen av de mest livliga gatorna, på adressen Alexandersgatan 52. Varuhuset har årligen cirka 17 miljoner kunder och årsförsäljningen är cirka 350 miljoner euro (siffrorna från 2002).
Varuhuset har utvidgats flera gånger efter 1930 och dess nuvarande butiksyta är cirka 50 000 m². Det är till ytan Nordens största och Europas femte största varuhus. Europas största varuhus är Harrods (90 000 m²) i London och Kaufhaus des Westens (60 000 m²) i Berlin. Världens största varuhus är Shinsegae Centum City (293 905 m²) i Sydkorea och Macy's (198 500 m²) i New York.
Stockmanns varuhus i Helsingfors erbjuder tjänster också utanför det egentliga varuhuset. Akademiska bokhandeln, som ägdes av Stockmann fram till 2015, ligger på andra sidan Centralgatan och förbinds med varuhusbyggnaden genom en tunnel. Också Seppälä och One Way, som specialiserade sig på ungdomsmode, förbands med varuhusbyggnaden genom samma tunnel. Seppälä gick i konkurs år 2017, och Stockmann stängde OneWay i början av 2000-talet.

## Historia

### Tidigare skeden

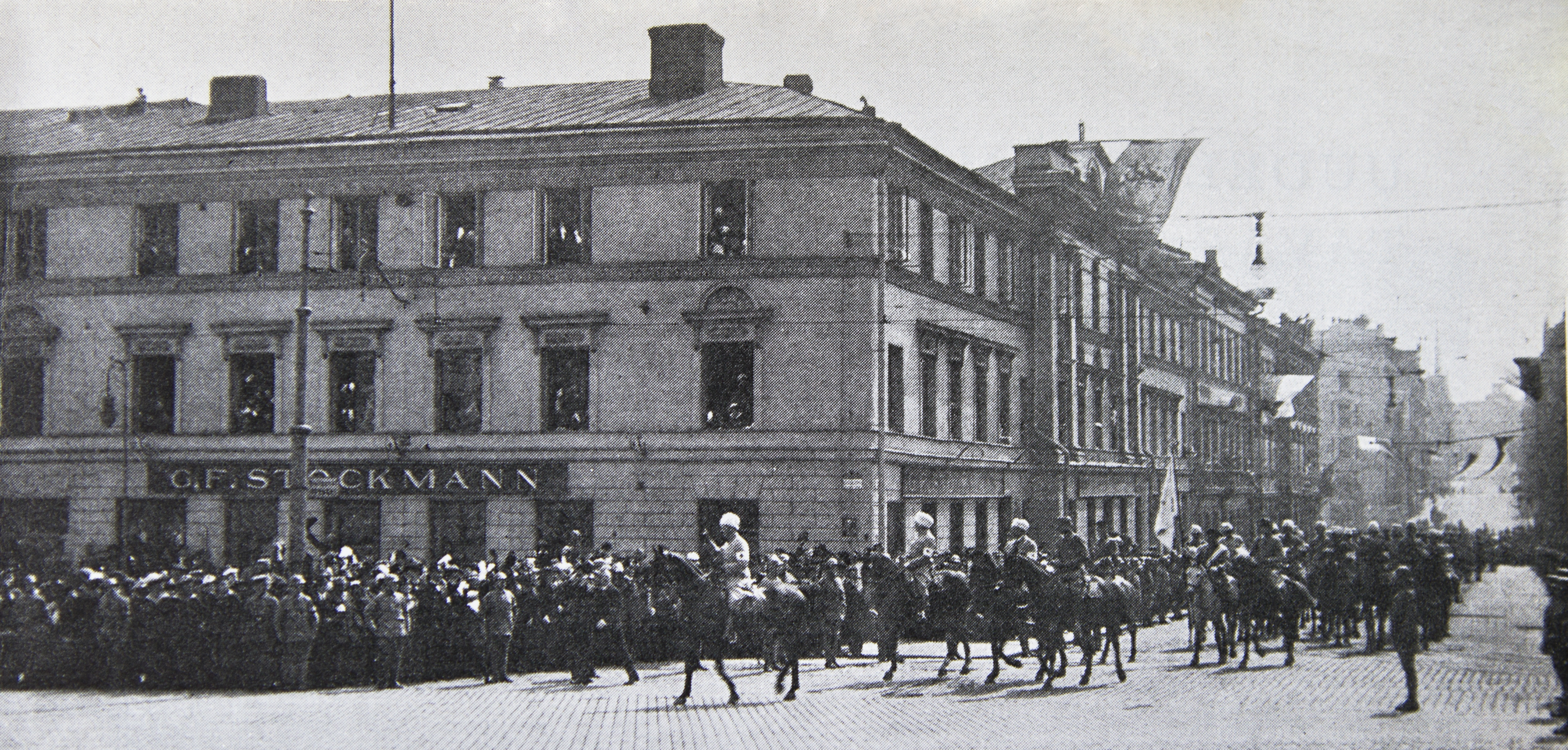
General Mannerheim rider över Senatstorget i mars 1918. I bakgrunden Stockmanns dåvarande affär i Kiseleffska huset.

Stockmanns varuhus fick sin början 1858 då Adolf Törngren beslöt grunda en affär som sålde produkter från Notsjö glasbruk. Den öppnade på Norra Esplanaden i Lampaska huset. Till föreståndare utnämndes köpman Georg Franz Stockmann. Glas- och hushållsvaror, samt järnvaror och bomullstyger ingick i sortimentet.
G.F. Stockmann fick finländskt medborgarskap 18 april 1860 och lite senare titeln borgare och köpman. År 1862 erbjöd Törngren att sälja affären till Stockmann. Han lånade det nödvändiga kapitalet på 10 000 rubel åt Stockmann. Butiken, som fick namnet G. F. Stockmann, utvecklades och utvidgades och blev populär bland stadsborna.
I november 1880 flyttade affären till det så kallade Kiseleffska huset vid Senatstorget, i hörnet av Alexandersgatan och Unionsgatan. Till en början fanns affärsutrymmen endast i första våningen och den tredje våningen fungerade som kontor och lager. Tolv anställda arbetade i affären, åtta med försäljningen på järn-, glas-, porslin- och tygavdelningen samt fyra på kontoret. Vid sekelskiftet utvidgades verksamheten till ett mångsidigt varuhus.
År 1919 blev Stockmann ett aktiebolag. I samband med förändringen köpte företaget upp fyra stora och kända Helsingforsaffärer, Nordiska Bosättningsmagasinet, Nordiska Yllevarumagasinet, Albion Lampmagasin och Wiener Möbelnederlaget Rydman & C:o. Företagens tidigare ägare flyttade över till varuhusets ledning. På grund av företagsköpen hade verksamheten blivit utspridd på flera adresser, vilket gjorde att det blev aktuellt att bygga ett centralt affärskomplex.

### Byggandet av varuhuset

#### Tomtköpet

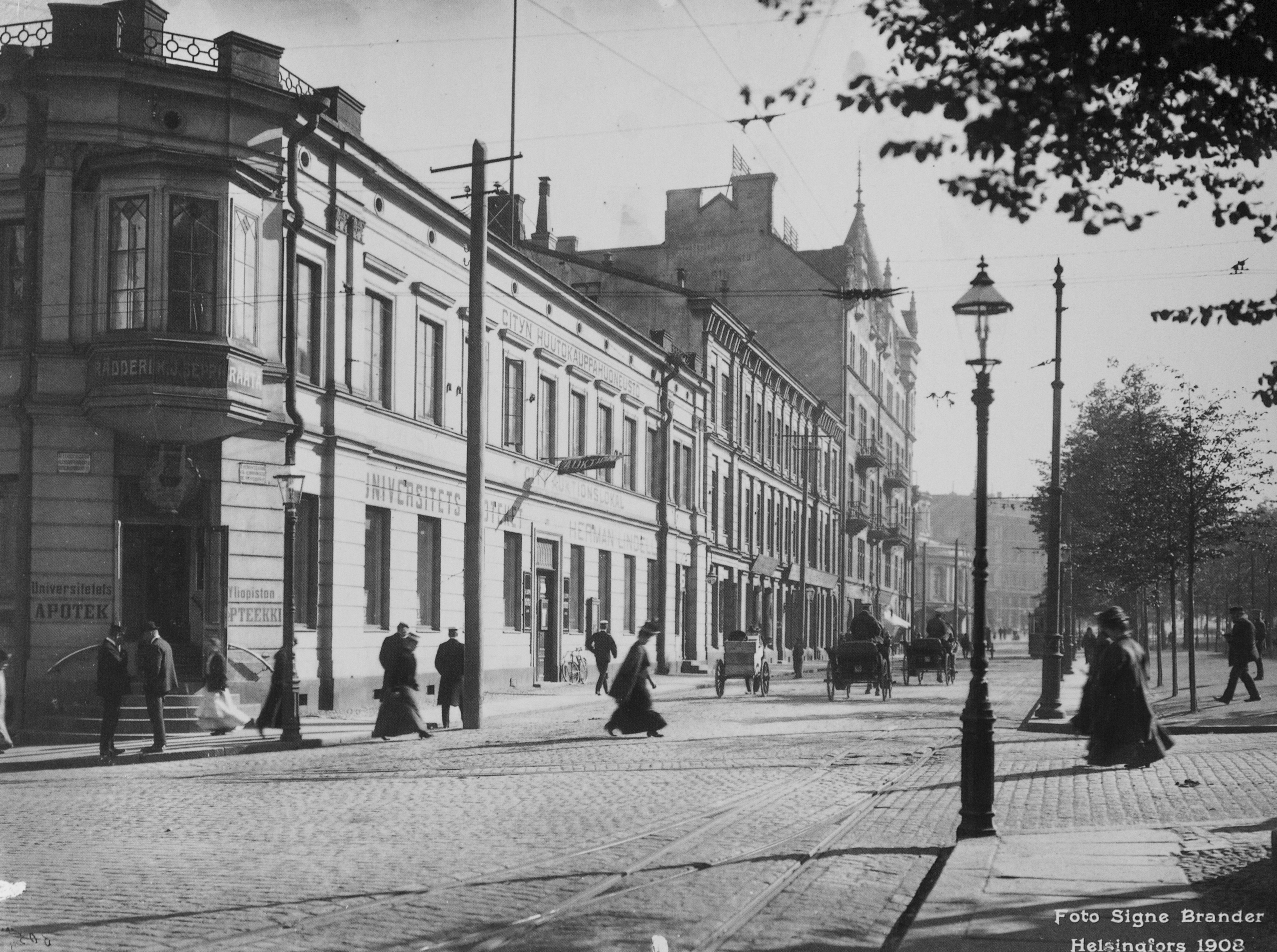
Innan Stockmanns varuhus byggdes fanns en affärsbyggnad i två våningar och ett bostadshus i tre våningar i hörnet av Alexandersgatan och Mannerheimvägen. Bilden är tagen 1908.

Den köpmannaverksamhet som Stockmann grundat 1862 hade utvecklats till en mångsidig affärsverksamhet med verksamhetsställen och affärer på olika håll i Helsingfors. Bröderna Karl och Frans Stockmann förstod att området kring Senatstorget och Salutorget höll på att utvecklas till ämbetsverkskvarter, medan stadens affärscentrum höll på att flytta västerut.
I början av 1910-talet började Stockmann systematiskt köpa upp tomter i kvarteret Gasellen (nr. 95). I juni 1911 köpte Stockmann alla aktier i A/B City för 1 400 000 mark.. Företaget ägde hörntomten nr. 25 på 2 270 kvadratmeter i korsningen mellan Alexandersgatan och Mannerheimvägen. På tomten fanns ett hörnhus i två våningar med bland annat Universitetsapoteket och Herman Lindells ritvaruaffär och på Alexandersgatan fanns en låg basarbyggnad.
På sommaren 1915 köpte Stockmann den intilliggande tomten nr. 1 för 835 000 mark. Tomtens areal var 1 980 kvadratmeter, och där fanns en bostadsbyggnad av sten i tre våningar som byggts 1866.

#### Planerandet av varuhuset
Omgivningen kring Mannerheimvägen (Henriksgatan på den tiden) planerades enligt tidens ideal: målet var att skapa en storstad i kontinental stil med tornhus, breda avenyer och affärsbyggnader. Drömmen om en centraliserad och effektiv varuförsäljning kom från Paris, varifrån idén spred sig till alla länder med en mogen konsumtionskultur och med en växande medelklass. Varuhusidén från Paris nådde också Helsingfors.
Stockmann ordnade en tävling 1915 för att få skisser på ett nytt varuhus i hörnet av Alexandersgatan och Mannerheimvägen. Det nya varuhuset skulle först få bara två våningar, men konstruktionerna skulle hålla så att man senare kunde utvidga till sex våningar. Fasaden skulle vara enkel och värdig och man hoppades att materialet skulle vara tegel. Flera arkitekter lockades av möjligheten att rita landets första stora varuhus som dessutom låg på en central plats. Planeringstävlingen avgjordes i mars 1916 och det hade inkommit 28 tävlingsbidrag. I priskommittén ingick Karl och Frans Stockmann, samt arkitekterna Emil Fabritius och Oscar Bomanson. Första priset gick till Valter och Ivar Thomé, andra priset gick till Sigurd Frosterus och tredje priset till Eliel Saarinen.

Den ursprungliga planen för Centralgatan från 1910-talet. Senare byggdes gatan som en rak fortsättning på den dåvarande Hagasundsgatan (röd, streckad linje). Centralgatan delade upp kvarteret Gasellen (95) i två delar.

Enligt tävlingens regler hade deltagarna i planeringstävlingen endast tävlat om priset men inte om det egentliga arbetet. Uppdraget att uppgöra de slutgiltiga ritningarna för det nya varuhuset gavs till Sigurd Frosterus år 1917 med hans bidrag City 1926, som kom på andra plats i tävlingen. Byggandet skulle inledas på hösten 1919. Frosterus nya plan var klar i slutet av 1917 och på basen av ritningarna gjordes en modell i gips. Bröderna Thomé, som vunnit tävlingen, avrättades 1918 av de röda trupperna under finska inbördeskriget.
Finska inbördeskriget och depressionen fördröjde projektet. På hösten 1919 köpte Stockmann tomt nr. 10 i Citykvarteret som ägdes av Argos. Tomten fanns i hörnet av Mannerheimvägen och Norra Esplanaden och hade en yta på 1 466 kvadratmeter och ett pris på 4 050 000 mark. På tomten fanns ett slottsliknande höghus byggt 1896. Efter köpet av Argoshuset ägde Stockman hela kvartersraden mellan Norra Esplanaden, Mannerheimvägen och Alexandersgatan.
I slutet av 1910-talet inleddes planeringen av att förlänga Centralgatan (dåvarande Hagasundsgatan) mellan Alexandersgatan och Norra Esplanaden. Ursprungligen skulle förlängningen ligga mera åt öster, men till slut beslöts att Centralgatan byggs som en rak fortsättning på Hagasundsgatan. På området fanns ett hus i tre våningar med det populära Café Ekberg. Huset revs delvis på sommaren 1917 och Centralgatan byggdes över tomterna 9 och 23. År 1920 köpte Stockmann tomterna på den västra sidan av den nya gatan för 3,75 miljoner mark.. Tomtens areal var 1 343 kvadratmeter. I köpeavtalet med Helsingfors stad kom avtalsparterna överens om att Stockmann fick en ständig rätt att utnyttja och fritt använda det område på 2 376 kvadratmeter som ligger under Centralgatan till ett nödvändigt djup.
I början av 1920-talet tvingades Frosterus att ändra byggnadens ritningar, delvis för att Stockmann hade köpt Argoshuset och delvis för att Centralgatan hade byggts från Alexandersgatan till Norra Esplanaden. Detta betydde att företaget hade fått en sammanhängande tomthelhet på 7 060 kvadratmeter med fasader mot fyra gator och som hade formen av en oregelbunden femhörning. Kvarter 95a förenades slutligen också i stadsplanen till en enda tomt.
I Frosterus nya ritningar fanns bland annat en rund centralhall och på platsen där Argoshuset stod skulle ett 70 meter högt tornhus i 17 våningar byggas. Sitt tornförslag motiverade Frosterus med att det passade ihop med siluetten som bildas av Johanneskyrkan, Skillnadens brandstation, Helsingfors centralstation, Helsingfors domkyrka, Finlands nationalmuseum och Berghälls kyrka. Tornhuset togs inte med i de slutliga ritningarna, men år 1929 skrev Stockmanns ledning till stadens drätselkontor att företaget skulle bygga tornet så fort som det var ekonomiskt möjligt och det allmänna tillståndet möjliggjorde byggandet.

#### Den tillfälliga affärsbyggnaden

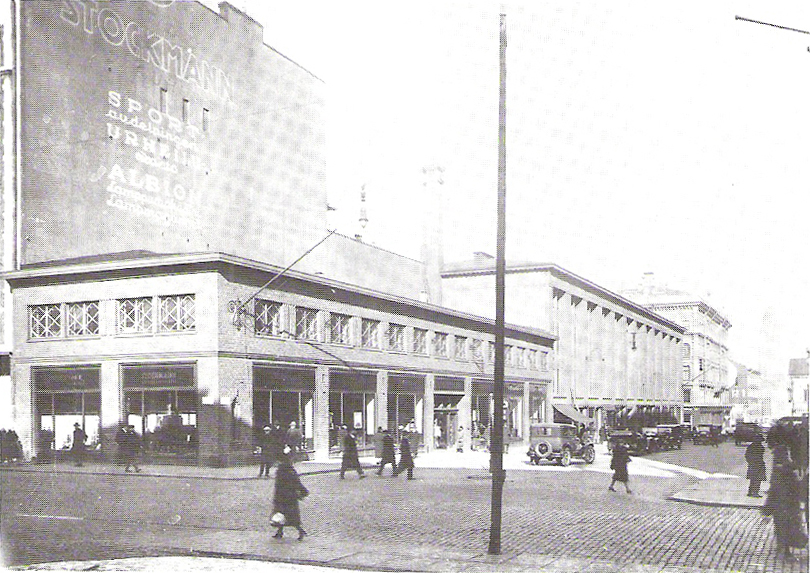
En tillfällig affärsbyggnad i två våningar byggdes på varuhustomten i hörnet av Esplanaden och Centralgatan.

På grund av de osäkra konjunkturerna beslöt Stockmann, att bygga varuhuset i etapper med början från Centralgatan. I hörnet av Norra Esplanaden och Centralgatan byggdes 1921 en låg basarbyggnad i tegel. Under Centralgatan byggdes lagerutrymmen på 10 000 kubikmeter. Byggnaden som ritades av Frosterus var menad som tillfällig, men den stod kvar i flera årtionden. Konstruktionerna gjordes så starka, att byggnaden senare skulle kunna höjas till sex våningar. I februari 1922 flyttade Stockmanns sportavdelning och Albios Lampmagasin till byggnaden.

#### Första skedet

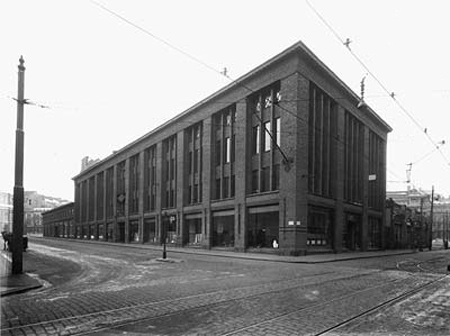
Varuhusets första skede bestod av en byggnad i fyra våningar utan hiss i hörnet av Centralgatan och Alexandersgatan.

Man beslöt att bygga den första delen av varuhuset i hörnet av Centralgatan och Alexandersgatan. Till en början ämnade man bygga endast en mindre del i tre våningar. Detta beslut omvärderades och man beslöt att bygga en större byggnad i fyra våningar. Fasaden mot Centralgatan var 57 meter bred och mot Alexandersgatan 21 meter bred.
Byggnadsarbetena inleddes på våren 1925. Både varuhusets och Centralgatans huvudentreprenör var Oy Constructor AB. Byggnadens volym var cirka 25 000 kubikmeter och golvytan ca 4 800 kvadratmeter. I fasaden användes tegel som hade gjutits på Santamäki tegelbruk. Stenfoten tillverkades av svart granit från Hyvinge. Cementen hämtades från Pargas och Lojo. Byggnadens snickeriarbeten gjordes av Keravan Puuteollisuus Oy.
Varuhusets första skede, den så kallade ”City-byggnaden”, blev klar i april 1926. Förutom de fyra våningarna ovan markytan byggdes en källare på 2 000 kvadratmeter delvis under Centralgatan. Byggnaden hade inga hissar i detta skede.
Husgerådsavdelningen flyttade till byggnadens nedersta våning. I den översta våningen såldes sportartiklar, researtiklar, lädervaror, mattor, gardiner och möbler, Heteka-sängar och barnvagnar. Också Albion Lampmagasin som verkat i den tillfälliga basarbyggnaden flyttade in i nya utrymmen och ersattes av Stockmanns bilavdelning i basarbyggnaden. Stockmanns egna avdelningar räckte inte till att fylla hela varuhuset, så betydande delar hyrdes ut.

#### Andra skedet

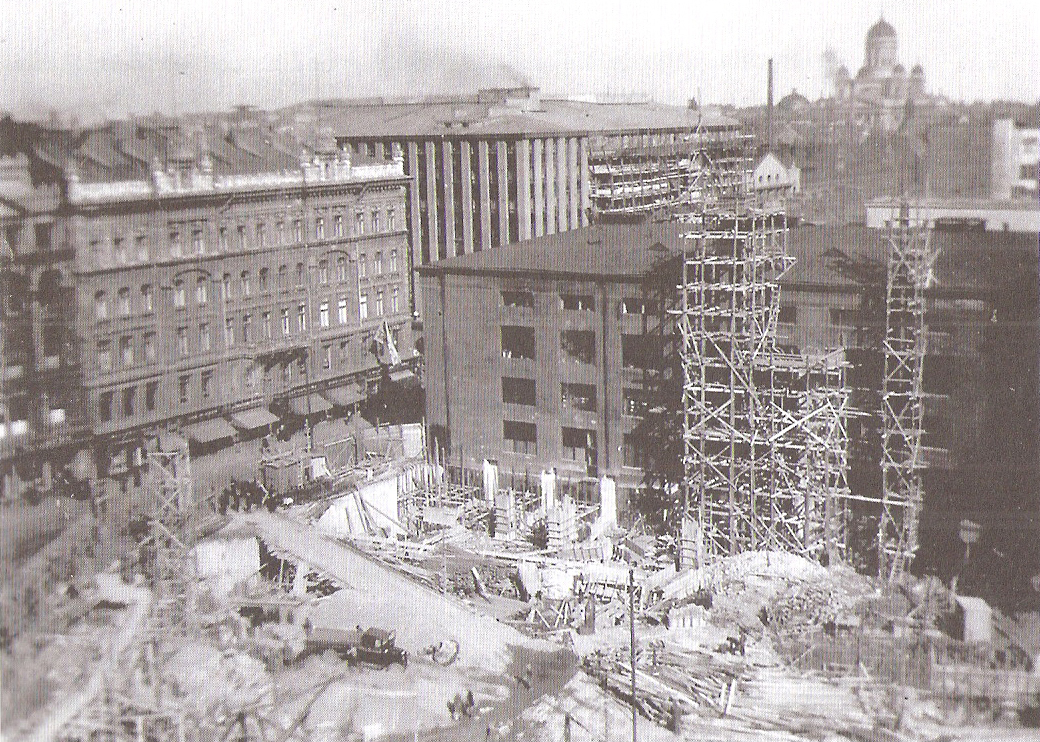
Varuhusets andra skede under byggnad.

Flera ansenliga förändringar gjordes i de ritningar som godkänts 1923. Bland annat planerades ursprungligen två ingångar från Alexandersgatan, men i de slutgiltiga ritningarna hade de slagits ihop till en ingång.
Byggandet av varuhusets andra skede uppsköts med några år för Stockmanns ledning hade beslutit att invänta gynnsammare byggnadskonjunkturer och billigare pengar. Slutligen tog företaget ett obligationslån på 30 miljoner mark i januari 1928 för att fortsätta byggandet. Efter det reste företagets vd, varuhusets arkitekt och ingenjören som fungerade som byggnadsexpert till cirka 30 varuhus runt om i Europa. Man ville få intryck och idéer för det kommande varuhuset. Syftet var att inte slavmässigt kopiera förebilderna utan att varuhuset skulle återspegla företagets historiska traditioner.

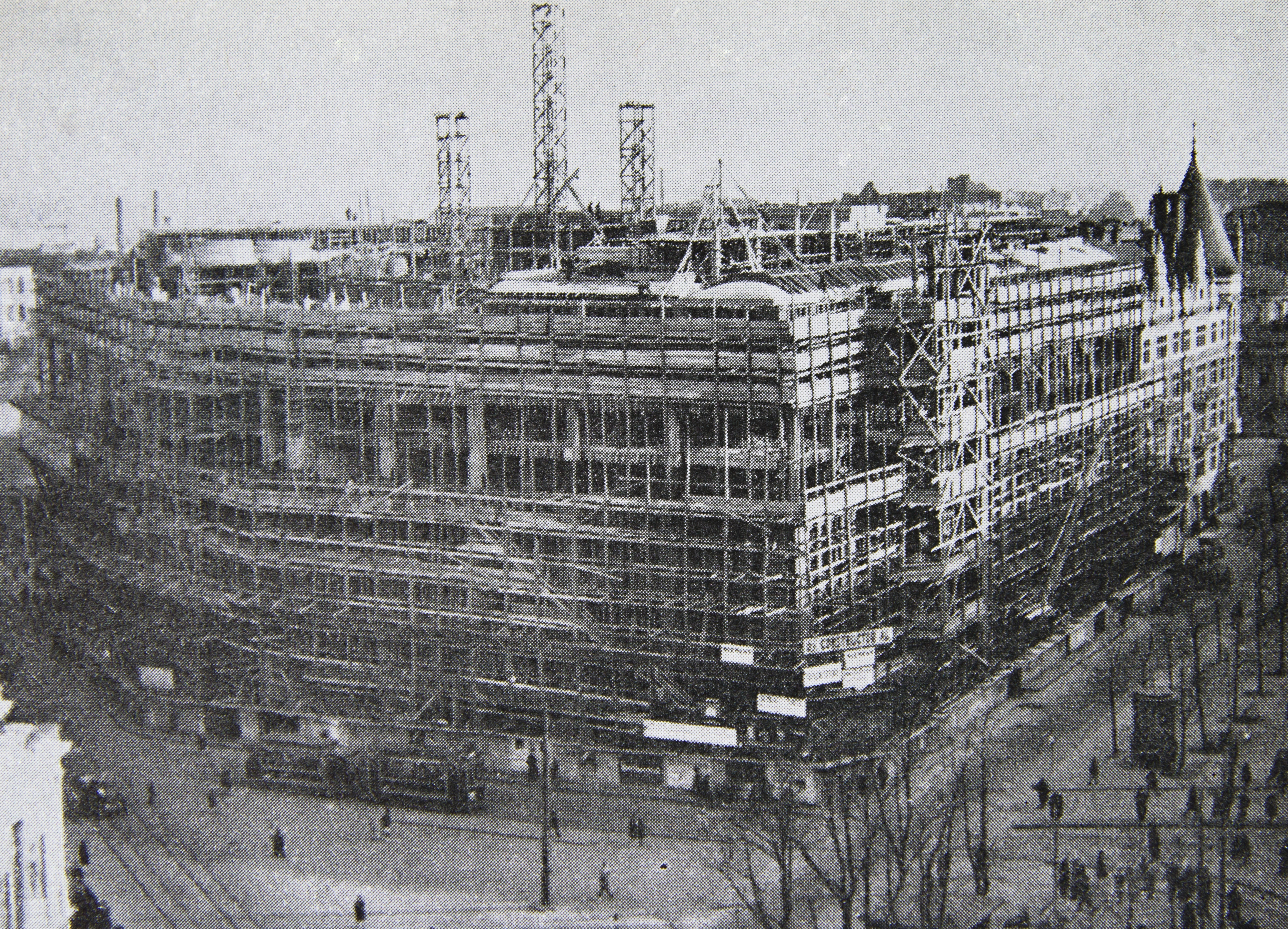
Varuhusets byggarbetsplats.

Sommaren 1928 revs de gamla byggnaderna i hörnet av Mannerheimvägen och Alexandersgatan och man började bygga på varuhusets utvidgning. Argoshuset och den allra första basarbyggnaden sparades för senare utvidgningar.
Den första delen av varuhuset som hade blivit klar tre år tidigare höjdes till åtta våningar; man kan ännu skönja hur teglens nyans blir lite mörkare mellan fjärde och femte våningen. Varuhusets fyra första våningar var ämnade för själva försäljningen och de två översta våningarna skulle hyras ut till företagare som kompletterade varuhuset. I den sjunde och åttonde våningen placerades Stockmanns arbetsrum och lager samt kontor, personalens matsal och en stor restaurang. Affärens egna golvyta beräknades öka från 15 912 kvadratmeter till 27 000 kvadratmeter. Entreprenörsavtalet var värt lite över 40 miljoner mark.
Den milda vintern underlättade byggnadsarbetena och den 29 november 1929 firades taklagsöl. I april 1930 var stommen klar. På varuhusets tak byggdes en silverskimrande skorsten som senare omgärdades med en reklampelare i glas. Från och med sommaren började de olika avdelningarna en efter en flytta från Senatstorget till de nya affärsutrymmena. Den nyfikna publiken inbjöds ibland att komma in och följa med hur inredningsarbetet fortskred.

### Ett kontinentalt varuhus

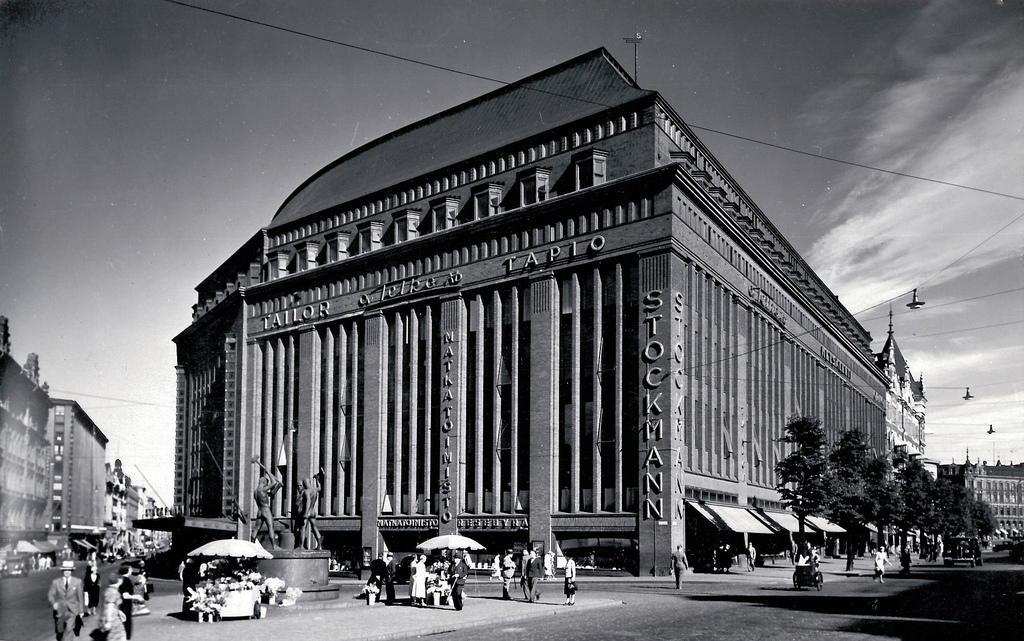
Stockmanns varuhus 1938.

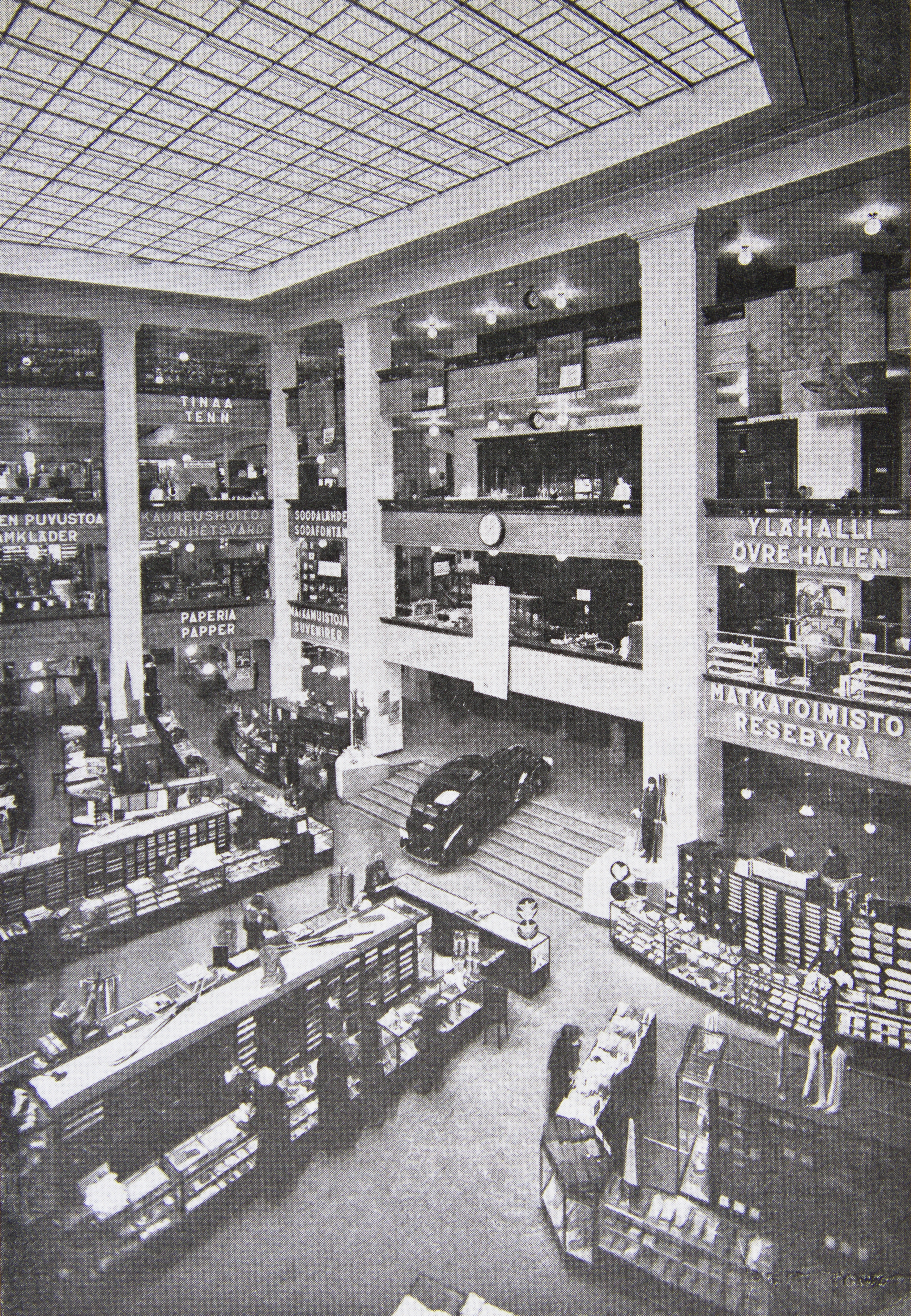
Ljusgården på 1930-talet.

Det nya affärspalatset invigdes 24 november 1930. Varuhusets inredning, den tekniska apparaturen och speciellt varorna representerade det nyaste modet och varuhuset kallades symbolen för den europeiska stadskulturen.
Hela byggnadens golvyta var cirka 38 000 kvadratmeter, varav cirka 5 000 var uthyrt till andra företag. Under bottenvåningen fanns rymliga lagerutrymmen som fortsatte under Centralgatan längs hela dess längd. Varuhuset hade också sin egen kraftcentral vars effekt räckte för att elektrifiera en mindre stad.
Stockmanns varuhus godkändes genast som ett av landmärkena i den unga republikens huvudstad och i byggnaden hade man tagit i bruk ny teknik såsom rulltrappor, en paternoster-hiss och sprinkler. Varuhuset presenterades som en jättelik maskin som hölls igång med hjälp av den nyaste tekniken. Detta skapade ett mystiskt sagoskimmer kring byggnaden. De samtida såg byggandet av varuhuset som en viktig etapp i Helsingfors historia. Stadsplanearkitekt Bertel Jung jämförde varuhuset med stadshuset: det var en av stadens symboler. Helsingfors hade fått en stadigt planerad sammanhängande husjätte i stadens centrum.
Varuhusets avdelningar hade placerats enligt utländska förebilder på ett för försäljningen gynnsamt sätt. I den första och andra våningen såldes billiga varor som attraherade de stora kundströmmarna, medan de dyrare specialvarorna hade placerats i högre våningar. Där fanns också de avdelningar som tog mycket utrymme och hade en relativt liten försäljning jämfört med den använda golvytan. De avdelningar som hade varor som relaterade till varandra var placerade nära varandra. Inredningskommittén som bestod av professionella ansvarade för inredningen. På resor som gjordes till Europa lärde man sig hur varor kunde ställas fram på ett sätt som sparade på utrymmet och Stockmanns produkter var synligt placerade med tydliga prislappar. Kunden kunde utan expeditens hjälp bekanta sig med urvalet och förbereda sig på ett eventuellt köp.

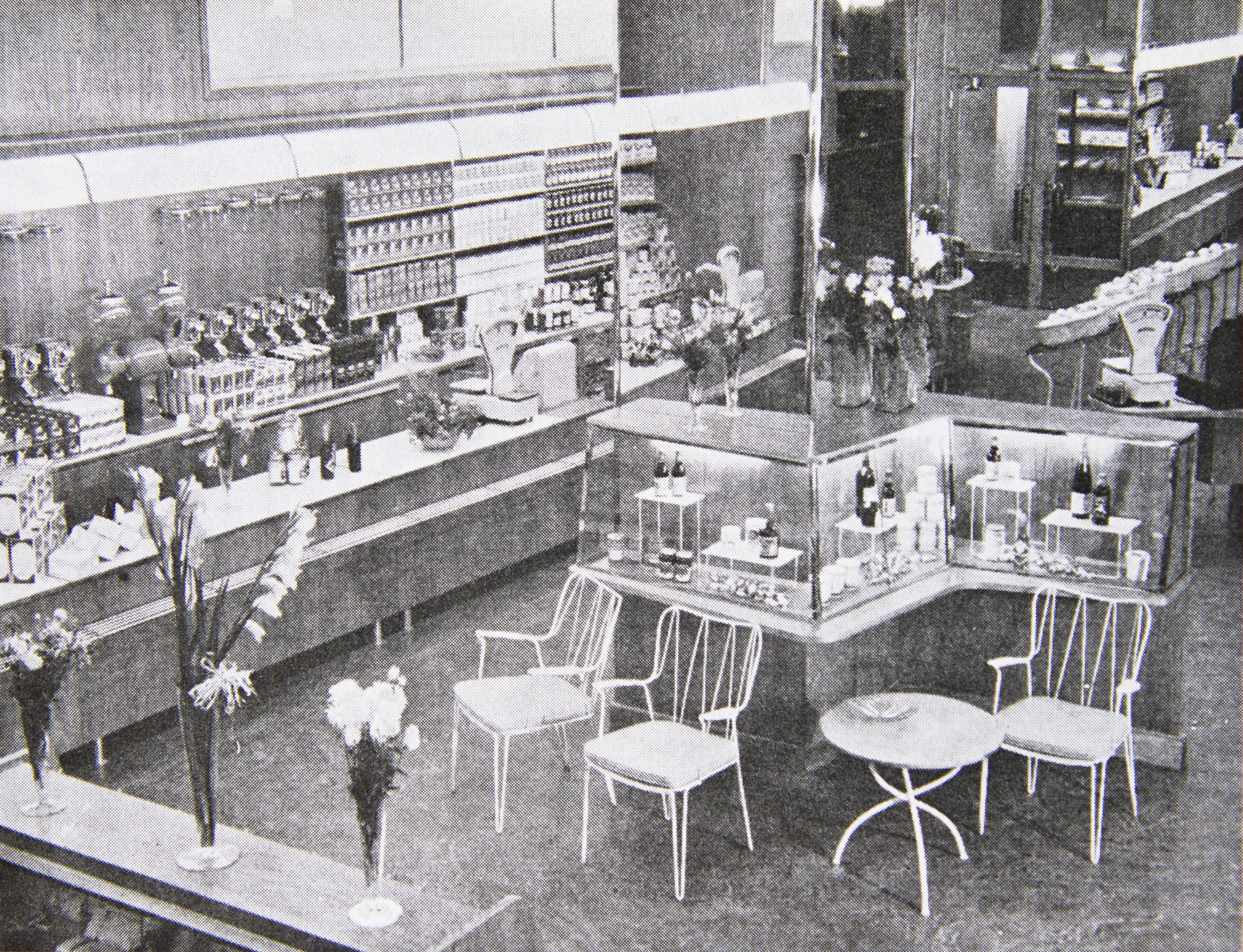
Stockmanns Delikatessavdelning på 1950-talet.

Evenemang, mannekängförevisningar och temaveckor hörde till programmet redan från de första åren. Kombinerandet av nationella och internationella trender blev karaktäristiskt för företaget. Man undvek elitism och varuhuset marknadsfördes som hela folkets handelsplats. I publikens ögon kunde man köpa allt som behövdes på Stockmann. Stockmanns sakliga och eleganta försäljare blev husets symbol.
För att locka kunder erbjöd varuhuset olika former av service. Många kom för att äta lunch, skriva brev, träffa vänner eller tillbringa tid genom att vandra omkring på avdelningarna. Samtidigt kunde något i husets utbud väcka köpiver. I varje våning fanns någon specialservice: I bottenvåningen putsades skor och där fanns även en garderob där man kunde förvara sina ytterkläder. Alldeles intill huvudingången kunde besökarna lämna sin hund. I första och andra våningen hade Stockmann hyrt ut utrymmen för banker och resebyråer. I den tredje våningen kunde man ringa stadssamtal eller ta en paus vid sodafontänen. Till varuhusets specialtjänster hörde också att ta emot och förvara eller reparera kundernas mattor, skidor samt pälsar och andra vinterkläder. De ekonomiskt olönsamma serviceformerna togs ändå tids nog bort eller byttes ut mot billigare. Nya tjänster togs i bruk med några års mellanrum. År 1934 skaffades till exempel en röntgenmaskin (pedoskop) till skoavdelningen som visade fotens läge inne i skon.

### Krigstiden

#### Vinterkriget

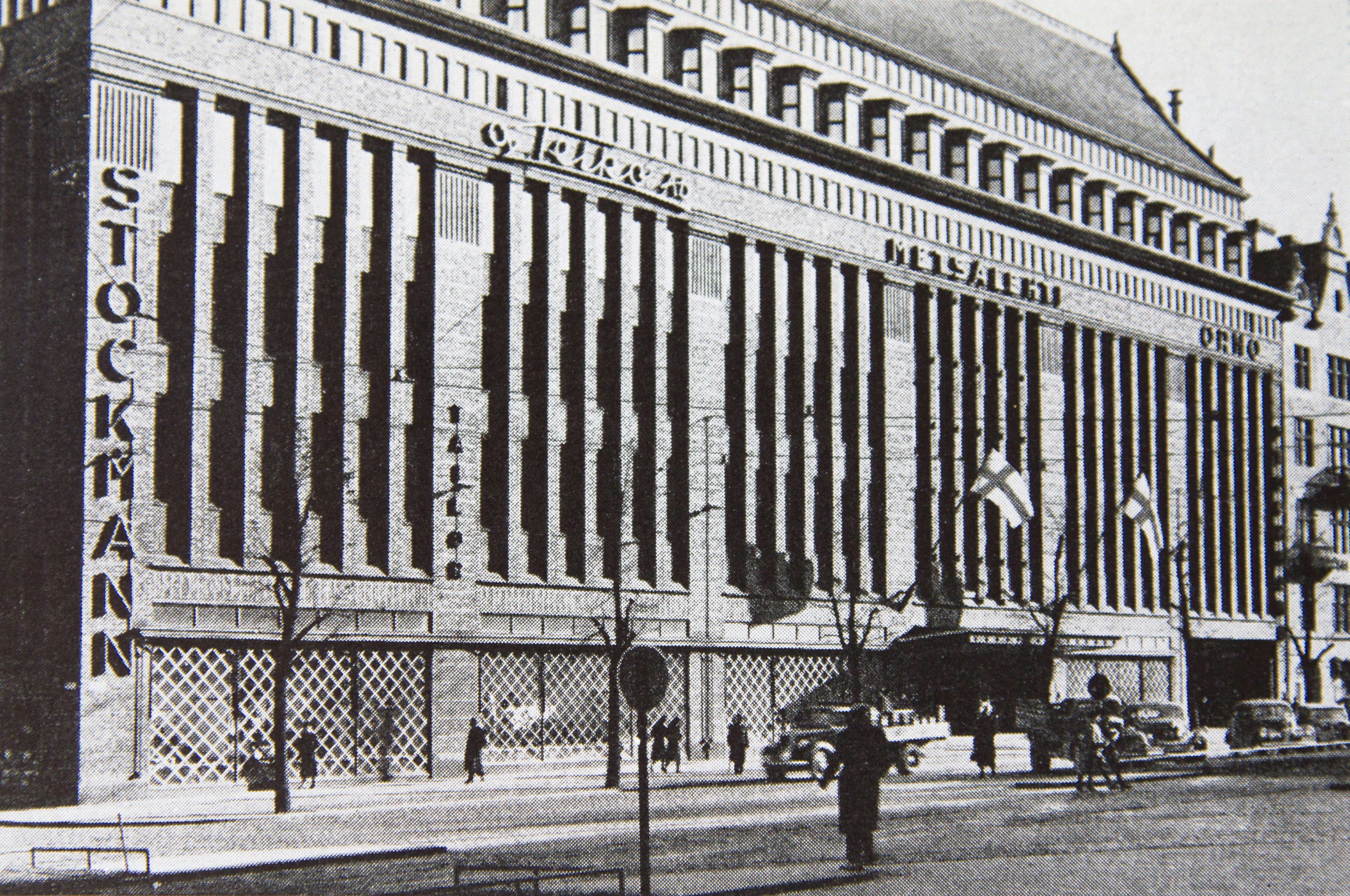
I början av kriget limmades pappersremsor på de stora skyltfönstren för att förstärka dem och hindra dem från att gå sönder.

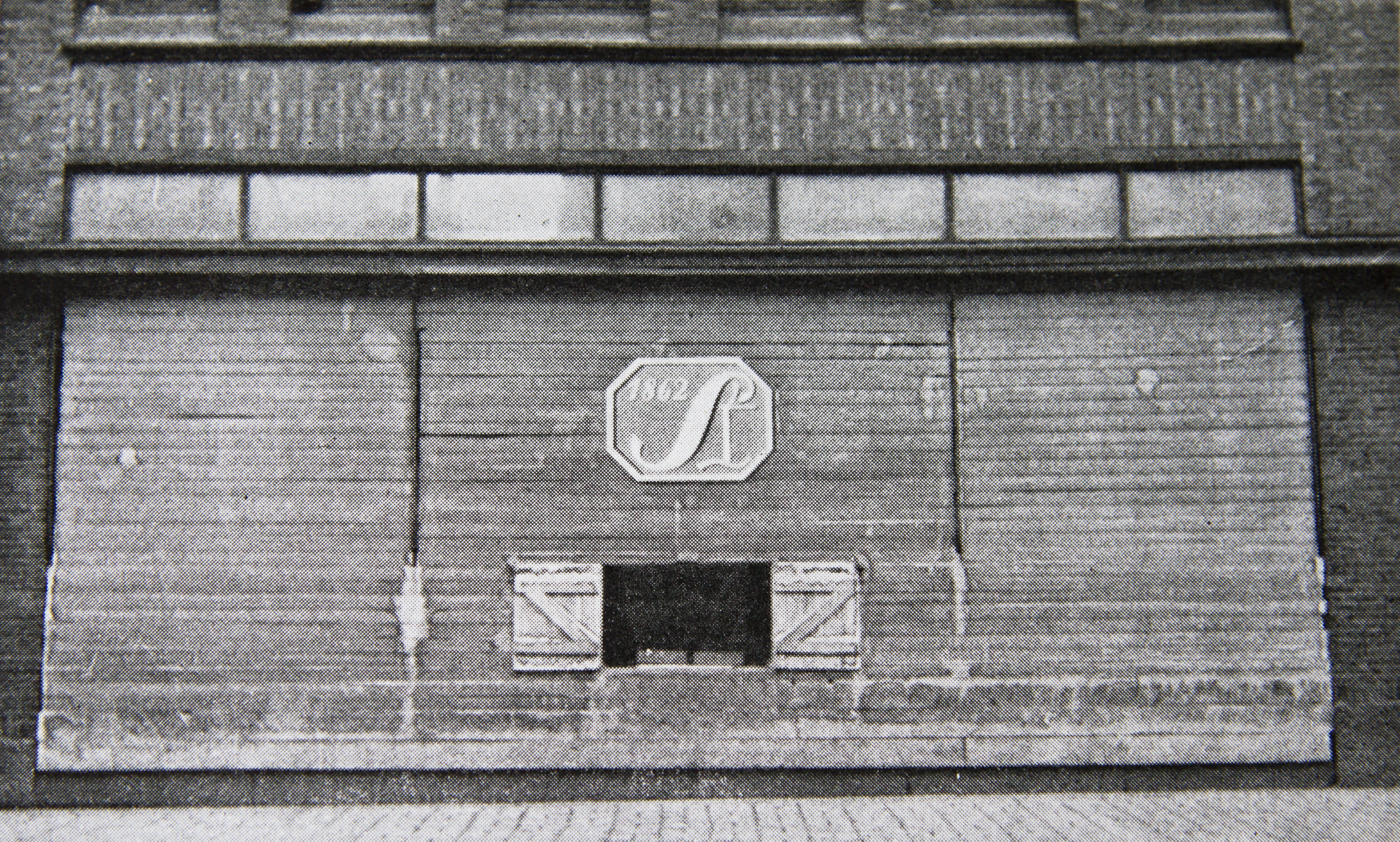
Senare skyddades fönstren med splitterskydd av trä.

Den sista dagen i november 1939 började Vinterkriget. Myndigheterna uppmanade partiförsäljare att begränsa sin försäljning vilket senare skulle underlätta verkställandet av den ofrånkomliga ransoneringen. Bland de första produkterna som försvann från marknaden var bensinen, så försäljarna måste lämna sina bilar i garaget.
Kallelser till extrainsatta repetitionsövningar började droppa in genom brevlådorna. Under den första omgången inkallades cirka 50 anställda på Stockmann som måste för en längre tid, eller för alltid, lämna sina försäljningsdiskar och skrivbord eller lagerutrymmen. På några veckor ökade den inkallade personalens antal med det dubbla. Företagets paket- och lastbilar måste överlämnas till försvaret. Dessutom tvångsbeställdes stora varupartier, såsom kläder, bestick och tandborstar. Skoavdelningens röntgenmaskin med vars hjälp kunderna hade kunnat granska sina fötters position i skorna konfiskerades också. Militärcensuren började använda maskinen till att genomlysa postpaket.
Myndigheterna rekommenderade att limma stora pappersremsor kors och tvärs över varuhusets stora skyltfönster för att skydda dem från att gå sönder. Varuhuset var ganska väl förberett på de kommande larmmöjligheterna. Redan 1931 hade en gasmask tagits med i sortimentet, trots att åtgången hade varit dålig. En del av varuhusets stora källarutrymmen reserverades som skyddsrum och de var de första egentliga skyddsrummen i Helsingfors. Överallt i affärsutrymmena och i trapporna fanns skyltar som visade vägen till skyddsrummet. Varuhusets tre översta våningar tömdes för säkerhets skull.
Under kriget avbröt hälften av varuhusets avdelningar sin verksamhet. Bomber förstörde folks hem och ingen köpte längre möbler, mattor och andra inredningsartiklar. Också försäljningen av leksaker och lyxprodukter rasade. I stället köpte många kunder vita kappor som skyddade sin bärare i den öppna vinterterrängen.
Efter de första bombningarna täcktes varuhusets skyltfönster av bastanta splitterskydd i trä. Senare gjordes små öppningar i splitterskydden. Mängden reklam och affischer minskades betydligt. Personalledningen hade märkt att den bästa reklamen var varuhusets skyddsåtgärder för människornas säkerhet. Skyddsrummet förstorades så att det rymde totalt 3 000 personer. Dessutom byggdes ett extra tak ovanpå ljusgården och taket i lagret under den stöddes. Under Vinterkrigets nästa 80 luftalarm räknar man att cirka 100 000 personer sökte skydd i Stockmanns skyddsrum. Före kriget hade varuhuset hållit öppet till sex på kvällen, men under kriget stängde det redan klockan 15 så att kunderna och personalen skulle hinna hem innan det blev mörkt och bombningsfaran var som störst.
Vid årsskiftet uppgick den utkommenderade personalens antal till 170, varav nio var lottor. Bokslutet för 1939 innehöll ett nytt konto för försvarsberedskap som var i bruk under hela andra världskriget.

#### Storbombningen av Helsingfors

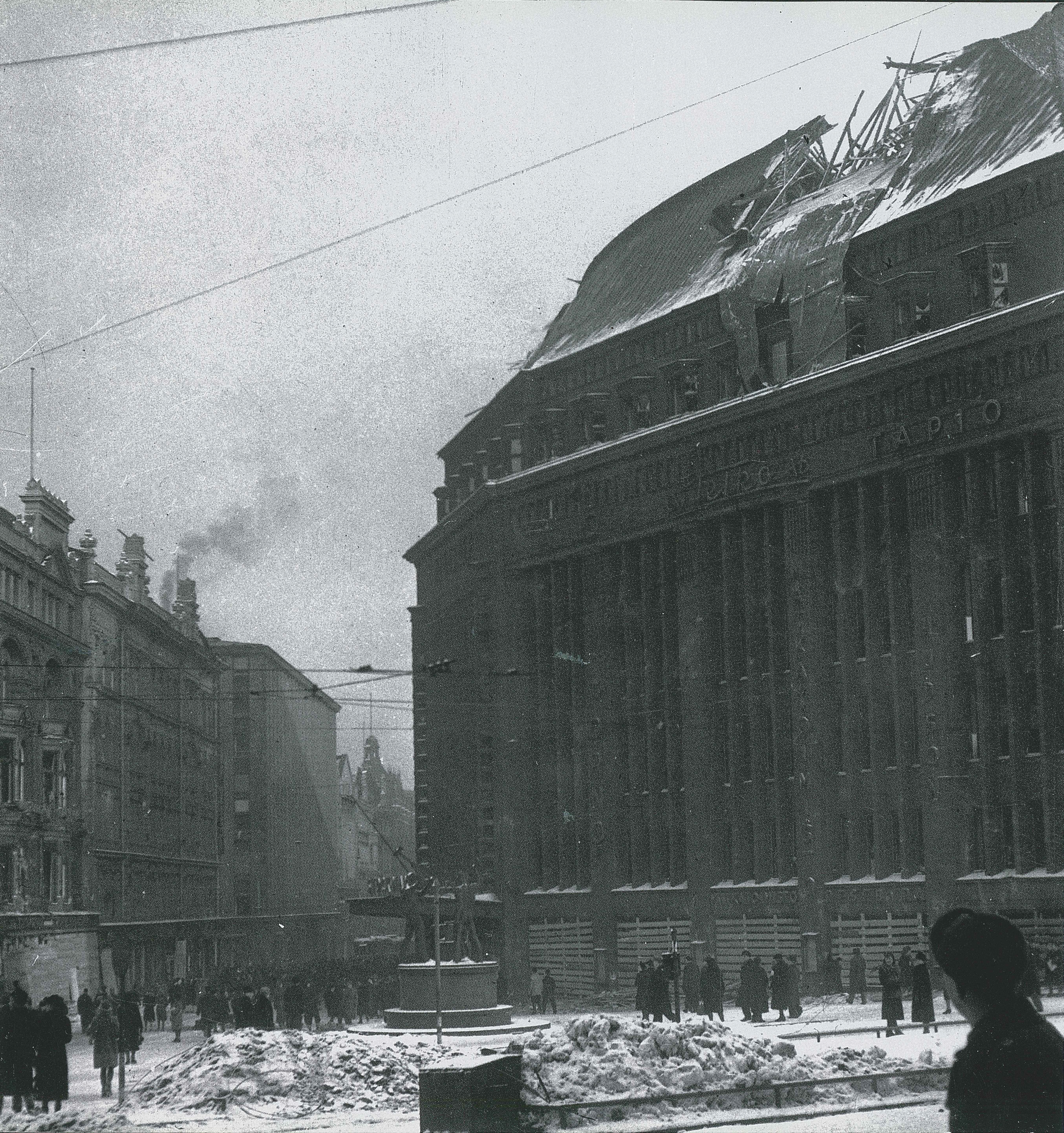
Varuhuset morgonen efter bombningarna 26 februari 1944. Bomberna föll genom varuhusets tak och söndrade fönstren.

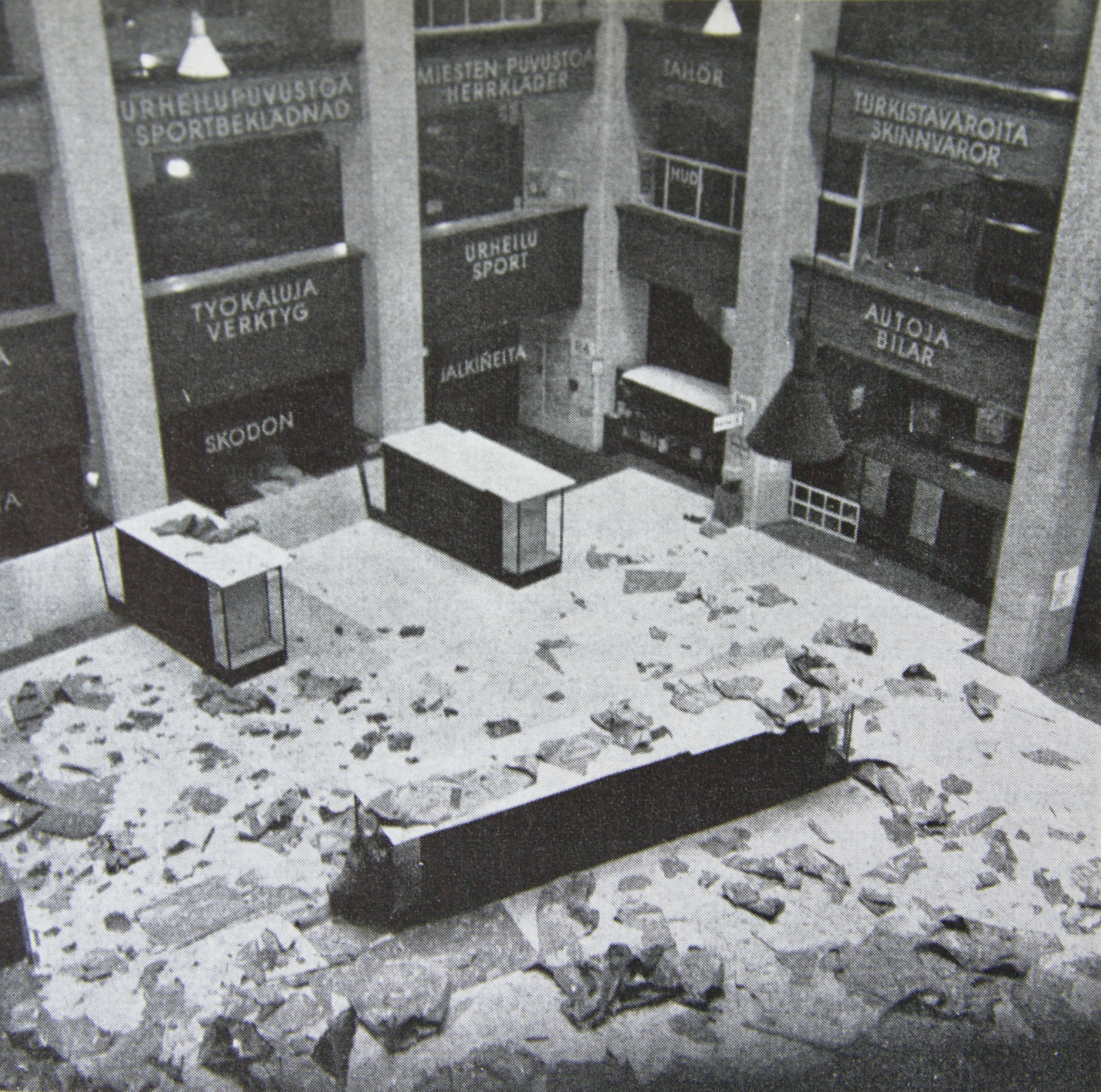
Varuhusets ljusgård efter bombningarna i februari 1944.

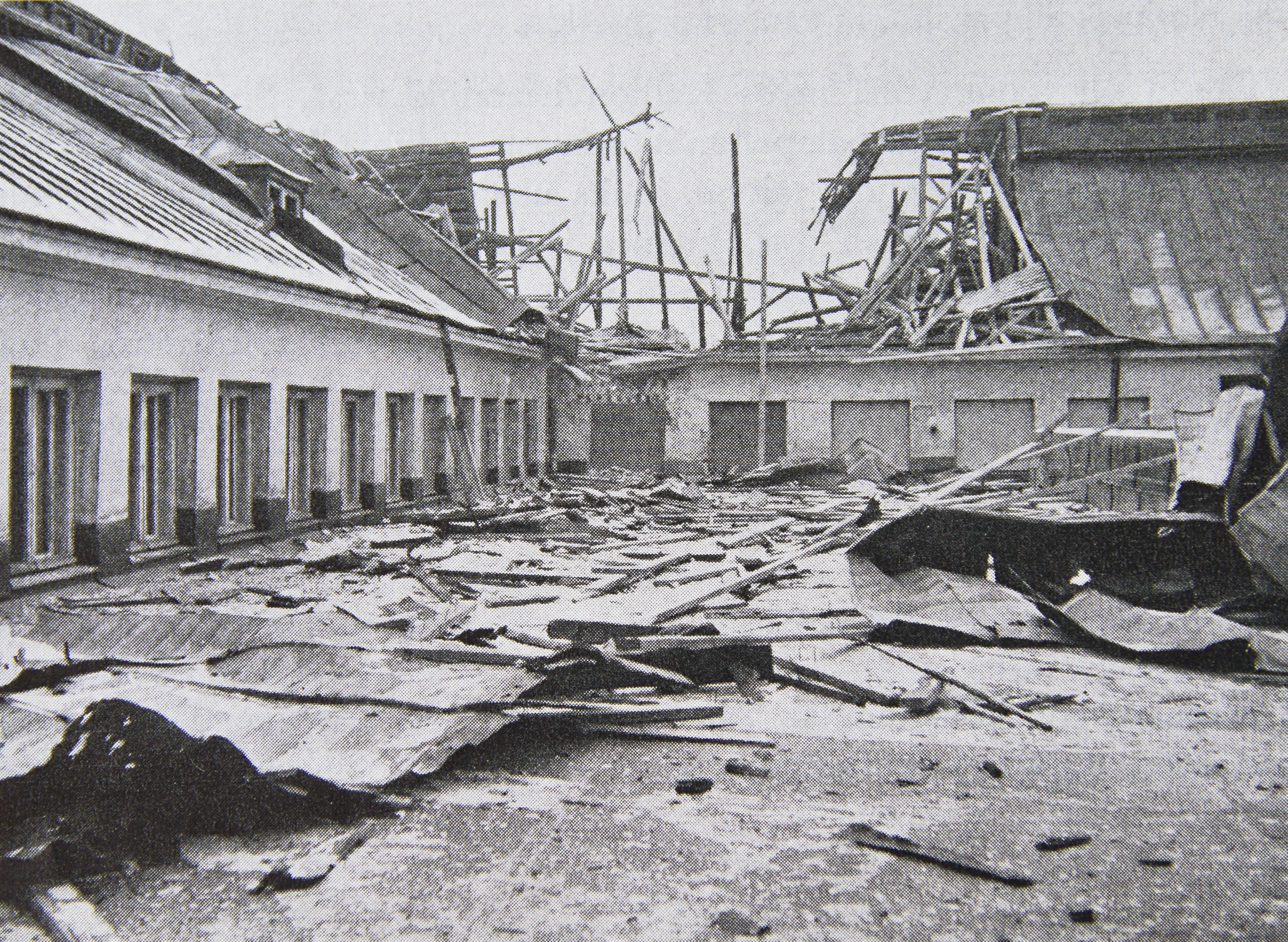
Förödelsen orsakad av bomberna fotat från varuhusets tak.

I slutet av Fortsättningskriget i februari 1944 genomfördes storbombningarna av Helsingfors. Totalt 16 490 bomber fälldes under tre nätter.
Trots att Stockmanns varuhusbyggnad låg på en central plats i Helsingfors skadades byggnaden först 26 februari 1944 då fler än 600 fiendeplan attackerade Helsingfors. Då träffades byggnaden och dess omgivning vid Tre smeders plats och Mannerheimvägen av fyra bomber. Den bomb som landade på varuhusets tak fick glastaket ovanför ljusgården att ramla ner och stora kopparplattor flög ända till Gamla studenthusets gård. Tryckvågen spräckte splitterskydden på varuhusets skyltfönster, samt varuhusets alla andra fönster. Också hundratals försäljningsbord av glas, hyllor, skåp och speglar gick i kras och en stor del av inventarierna slungades runt omkring. Bombsplitter perforerade sprinklersystemet som började spruta vatten mitt i allt kaos. Också träinredningen ådrog sig stora skador. De söndriga fönstren och det stora hålet i taket släppte in vinterkylan vilket gjorde att vatten- och värmeledningar frös.
Man var tvungen att stänga varuhuset för en vecka för att röja upp och på ytterdörrarna kunde kunderna läsa: ”Stängt på grund av uppröjning av glassplitter”. Män från Stockmanns egen snickerifabrik i Kervo kom för att lägga fanerskivor i de hundratals tomma fönstergluggarna och också för att täcka det stora hålet i glastaket ovanför ljusgården. När röjningsarbetena var klara var varuhuset mörkt och kyligt som i en källare. Ljusgården och skyltfönstren var täckta och inget naturligt ljus förekom. Dessutom sparade man på elektriciteten på grund av kriget. Man hade inte haft tid att reparera uppvärmningssystemet och därför bar personalen ytterkläder med en rosett i varuhusets grön-vita färgkombination på bröstet.
Efter bombningarna utfördes en omfattande utvärdering där man räknade hur stora kostnader skadorna orsakat. Företaget räknade skadorna till 7,3 miljoner mark, men de visade sig senare vara över tio miljoner mark. Under andra världskriget stupade 21 av varuhusets manliga personal. En minnesplakett till deras ära avtäcktes i hissvestibulen på åttonde våningen. På plaketten ingraverades de stupades namn.

### Byggandet av Bokhuset
Under det nya varuhusets byggnadsskede hade Stockmann övervägt att böcker skulle ingå i varuhusets sortiment och i januari 1930 köpte Stockmann Akademiska bokhandeln av dess tre ägare för åtta miljoner mark. I företagsköpet kom man överens att bokhandeln skulle fortsätta under sitt redan etablerade namn. Akademiska bokhandeln låg på Alexandersgatan 7 innan den flyttade med de andra avdelningarna till varuhusbyggnaden, där den placerades i två olika våningar.
Då bokförsäljningen ökade beslöt Stockmann på 1960-talet att bygga en egen byggnad för bokhandeln på andra sidan Centralgatan. På platsen stod biografen Kino-Palatset, ritad av Valter Jung. Byggnaden revs 1965 och på dess plats uppfördes Bokhuset som ritats av Alvar Aalto. Akademiska bokhandeln flyttade till Bokhuset som blev dess flaggskepp. Numera är den en av Europas största bokhandlar.

### Wulffska hörnet

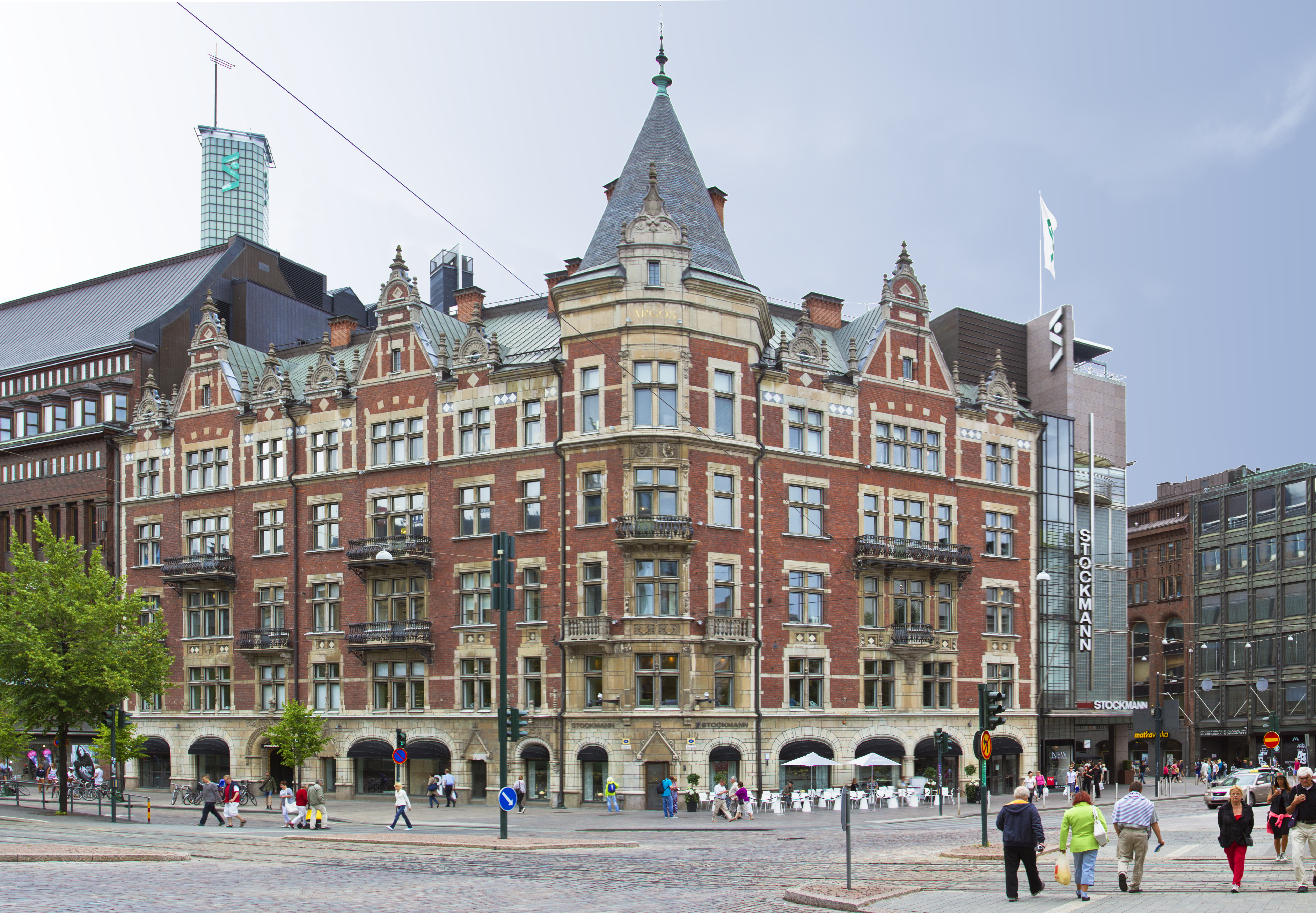
Wulffska hörnet fotograferat sommaren 2013.

I varuhusets ursprungliga planer planerade arkitekt Sigurd Frosterus att varuhuset skulle omfatta hela kvarteret. På 1920-talet beslöts att varuhuset byggs i etapper och tomtens södra del sparades för en senare utvidgning. Denna utvidgning blev aktuell i början av 1980-talet. Enligt Frosterus planer skulle varuhuset fasad fortsätta i samma enhetliga stil med tegelfasad och stora fönster. Dessutom planerades ett 17–20 våningar högt tornhus med spetsigt tak. Dessa planer förverkligades dock aldrig. Utöver dessa planer hade arkitekt Alvar Aalto presenterat egna planer för en utvidgning 1955 och 1969.
I kvarterets södra ända i korsningen av Mannerheimvägen och Norra Esplanaden låg Argoshuset som byggts 1897 och som fram till 1965 inhyste Wulffs pappershandel och var därmed känt som det Wulffska hörnet. Bredvid på Centralgatan låg Stockmanns första byggnad på tomten, basarbyggnaden i två våningar. Då Argoshuset i tiderna byggdes var det en mycket modern byggnad i nyrenässansstil med tvådimensionell fasad och odekorerade fönsterposter. Stockmann hade tänkt riva båda byggnaderna, men att riva Argoshuset var slutligen inte en självklarhet trots att Stockmann hade fått rivningslov. Företaget fick mycket negativ uppmärksamhet i slutet av 1970-talet i tidningar och i kulturkretsar på grund av rivningsplanerna och sakteliga började Stockmann försiktigt acceptera att Wulffska hörnet sparas.

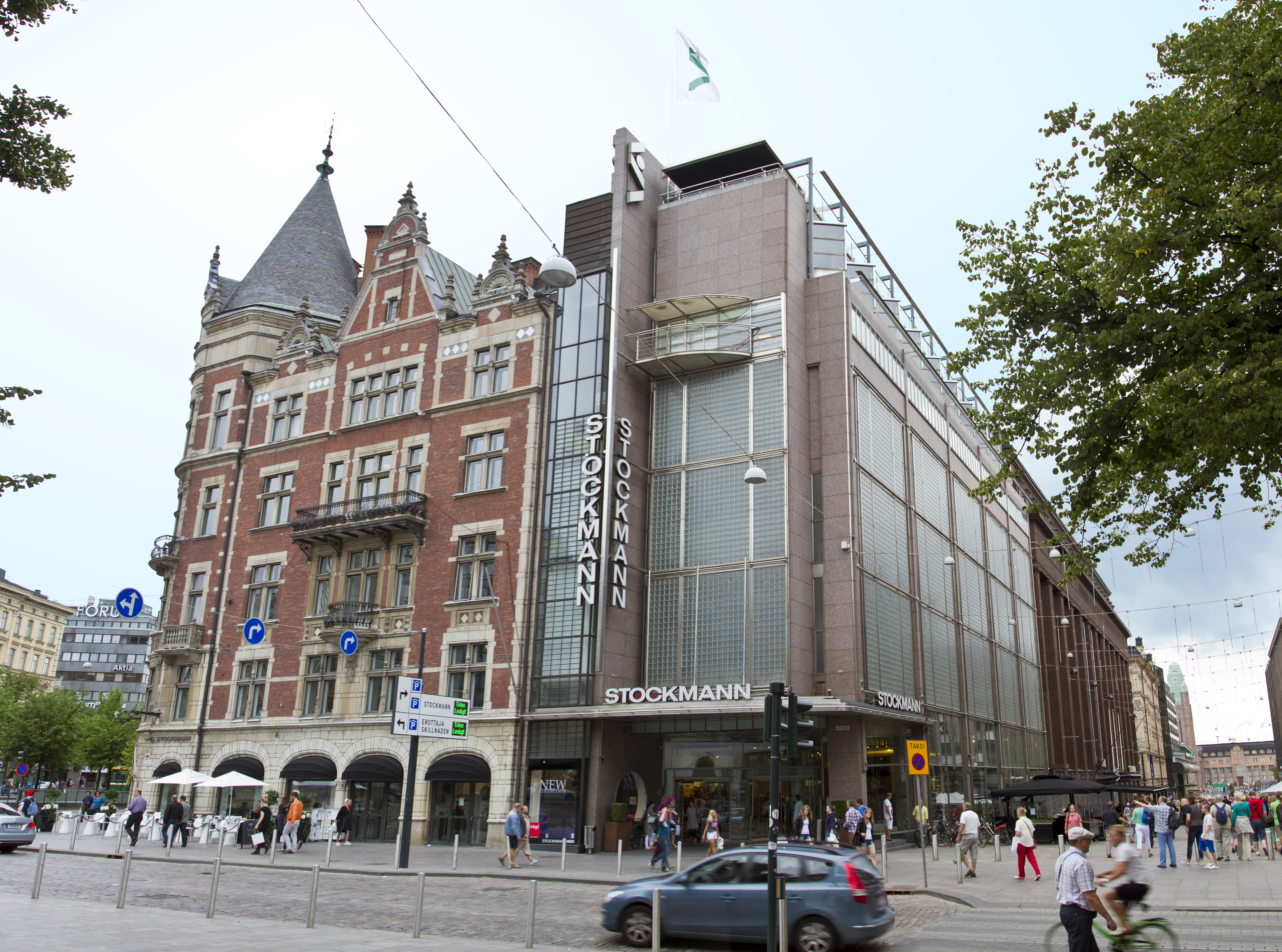
Tilläggsbyggnaden som blev klar i hörnet av Centralgatan och Norra Esplanaden år 1989.

En arkitekturtävling i två skeden ordnades för utvidgningen mot Esplanaden under 1983–1984. I instruktionerna nämndes inte direkt om Argoshuset skulle sparas, men inverkan på stadsbilden poängterades. Tävlingen vanns av arkitekttrion Kristian Gullichsen, Erkki Kairamo och Timo Vormala. I det vinnande förslaget sparades Argoshusets fasad mot gatan. Byggnaden revs 1987, förutom fasaden som hölls upprätt med metallstöd under hela byggnadsskedet. Ovanpå det nya huset byggdes ett tak enligt den gamla modellen med ett torn. Nybyggnationen blev klar 1989.
Förutom Argoshuset revs också basarbyggnaden i två våningar i hörnet av Centralgatan och en ny tillbyggnad byggdes i dess ställe. Denna fasad i glastegel fortsätter rytmen och linjerna i Frosterus tegelfasad. Gullichsen, Kairamo och Vormala delade normalt arbetet på så vis att Gullichsen ansvarade i huvudsak ensam för planeringen av offentliga byggnader. I Stockmanns utvidgning deltog undantagsvis alla tre arkitekter.

### Alla tiders Stockmann

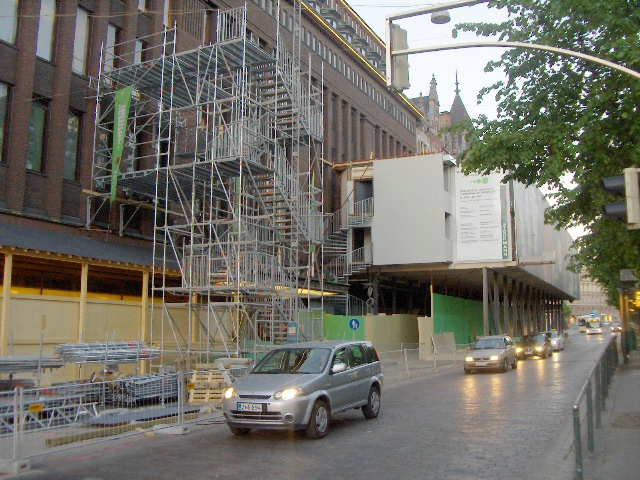
Byggnadsarbetsplatsen vid Mannerheimvägen sommaren 2006.

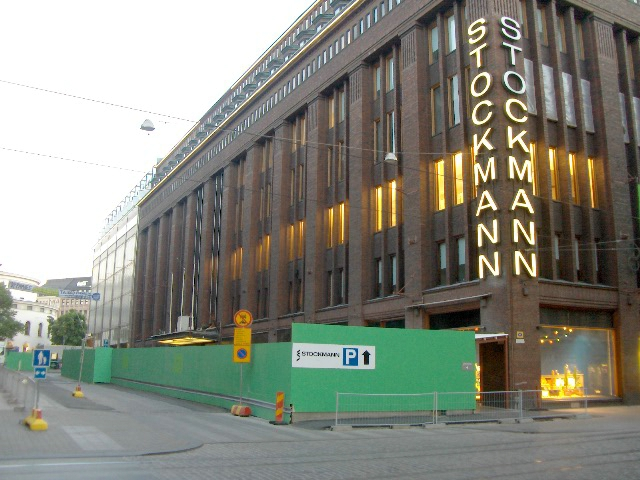
Byggnadsarbetsplatsen vid Centralgatan sommaren 2006.

Stockmann beslöt i början av 2000-talet att utvidga sitt flaggskepp. Logistikutrymmena, den trånga delikatessavdelningen, otillräcklig parkeringskapacitet och trånga korridorer utgjorde flaskhalsarna. Meningen med projektet var att förbättra dessa faktorer och utöka varuhusets 40 500 kvadratmeter stora försäljningsyta med 10 000 kvadratmeter.
Byggnadsarbetena, som Stockmann kallade ”Kaikkien aikojen Stockmann – Alla tiders Stockmann”, inleddes 2005. Som huvudentreprenör fungerade SRV. Arkitektbyrån Laatio Oy stod för planeringen.
Redan den förste arkitekten Sigurd Frosterus hade 1954 skissat på nya våningar ovanför ljusgården som kunde förverkligas när belysningsteknologin hade utvecklats så att den kan ersätta det naturliga ljuset. Museiverket motsatte sig först nya våningar ovanpå ljusgården, men när det framkom att det var den ursprungliga arkitektens idé hade verket inte längre några anmärkningar. Det ursprungliga växthusaktiga glastaket revs. Det nya mellantaket är tjockt som en våning och innehåller de konstruktioner som bär upp våningarna ovanför samt armaturen som lyser upp det nya glastaket som ersatte det gamla. Ovanpå den gamla ljusgården byggdes nya våningar så att 1 500 kvadratmeter varuhusutrymmen uppstod.
De utrymmen i de översta våningarna som hade varit uthyrda till utomstående togs delvis i varuhusets egen användning. I den översta våningen öppnades en restaurangvärld som fick namnet F8 med plats för 850 kunder. Från restaurangerna ser man ut över de nedre våningarna. Restaurangutbudet varierar från snabbmat till gourmetrestauranger. Restaurangvärlden öppnades i slutet av 2009.
Under marken sprängdes cirka 200 000 kubikmeter berg som transporterades längs med en förbindelsetunnel till Johanneskyrkan och vidare till Ärtholmens spets därifrån materialet lastades på pråmar och skeppades till Nordsjö hamn. Som djupast är schaktet cirka 30 meter. Nya lagerutrymmen och en parkeringsanläggning byggdes under marken, medan försäljningsutrymmena utvidgades till de tidigare lager- och parkeringsutrymmena.
Den nya parkeringsanläggningen byggdes under Mannerheimvägen. Då den stod klar tredubblades varuhusets parkeringskapacitet. Hallen består av tre plan och hyser plats för 600 bilar. Man kan köra in från Gräsviksgatan i samband med centrums servicetunnel samt från Mannerheimvägens och Kalevagatans korsning. De nya parkeringsutrymmena blev klara sommaren 2009. Under varuhuset byggdes en modern servicegård med plats för 20 lastbilar. Körförbindelsen går längs med centrums servicetunnel. De nya logistikutrymmena färdigställdes på våren 2009. Centralgatan kunde sedan byggas om till gågata i och med att Stockmanns tidigare körramp till källarutrymmena stängdes.
Utvidgningen av varuhusets livsmedelsavdelning, Delikatessen, gjordes i underjordiska utrymmen vid Alexandersgatan och Centralgatan, samt under Järnhuset och Bokhuset. Delikatessens försäljningsyta fördubblades och var efter om byggnaden nästan 5 000 kvadratmeter. Den nyrenoverade Delikatessen öppnade i slutet av 2010.
I samband med byggnadsarbetena förtydligades varuhusets hiss- och rulltrappsystem. Efter ombyggnaden fanns 40 stycken nya eller förnyade hissar och rulltrappor. Också varuhusets belysning och luftkonditionering förnyades. Varuhuset anslöts till fjärrkylnätverket och var en av de första stora användarna att ansluta sig till systemet.
Byggnadsprojektet var företagets största investering genom tiderna och kostnaderna uppskattades till cirka 250 miljoner euro. Efter projektet uppgick hela varuhuset samt service- och parkeringsutrymmena till cirka 130 000 kvadratmeter. Helsingfors stads byggnadsnämnd förärade varuhusets utvidgning priset "Rakentamisen Ruusu" år 2010. Det motiverades med att projektet handlade om ett långsiktigt utvecklingsarbete som understöder hållbarheten i samhällsutvecklingen och respekterar den gamla stadsbilden.

## Arkitekturen
Arkitektoniskt är Stockmanns varuhus en syntes. Hela varuhuskomplexet med tillbyggnader representerar ett tvärsnitt av arkitekturens historia taget med 50 års mellanrum. Varje byggnad representerar sin egen tid. Argoshusets fasad representerar den franska slottsstilen från slutet av 1800-talet, huvudbyggnaden representerar 1920-talsklassicismen, och den nyaste tillbyggnaden representerar den moderna arkitekturen med genomskinlig ljusarkitektur med kontextualism och mångtydighet.
Huvudbyggnaden är en av 1920-talets mest betydande byggnader och den anses vara arkitekten Sigurd Frosterus huvudverk. Dåtidens byggnadsideal i storstäderna avspeglas i arkitekturen och framhävs i monumentalismen. Affärs- och varuhustypen som spridit sig från Chicago via Tyskland låg i tiden.
Varuhusets konstruktion representerar inflytande från Warenhaus Wertheim i Berlin. De förenas av fasadernas gotiska arkitektur med rader av smala och höga fasader och ett brant tak som tornar upp ovanför. I dessa förenades palatsarkitekturen med den moderna konstruktionen. Fasadernas kraftiga vertikala indelning lägger fokus på de bärande konstruktionerna och förstärker byggnadens höjdeffekt. Wertheims varuhus ska ändå inte ses som den direkta förebilden för Stockmann, utan snarare är det frågan om samma typ av byggnad.
Frosterus eftersträvade en bottenlösning som möjliggjorde en kraftig cirkelformad rörelseriktning i huset. Kvarterets oregelbundna form, en utdragen femhörning, var först ett problem. Frosterus använde formen som utgångspunkt och lyckades skapa en klar och tydlig bottenlösning. Från huvudingången på Alexandersgatan går en rätvinklad huvudled genom ljusgården mot gruppen av hissar och spiraltrapporna som bildar varuhusets vertikala trafikcentral. Hit ledde också rutterna från de två andra ingångarna.

### Fasaden

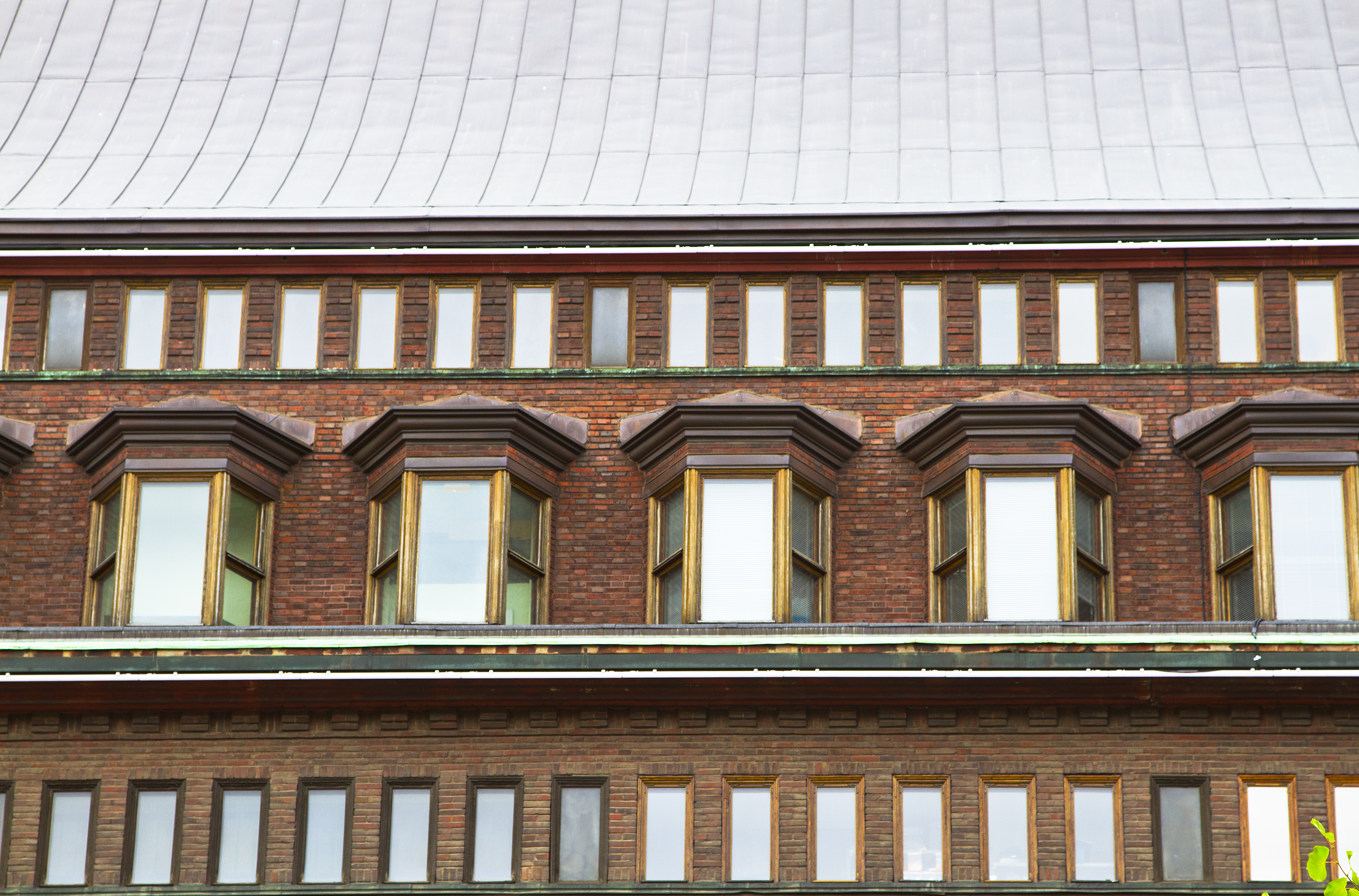
Längs byggnadens övre kant går en rad med burspråksfönster som för tankarna till en tandad mur.

En del av arkitekterna kritiserade byggnadens fasad som de ansåg att inte motsvarade den nya funktionalismens byggnadsideal. Frosterus svarade kritikerna att enligt honom är det ärligt och klarast att låta de ursprungliga idéerna från 1916 komma fram i det slutgiltiga resultatet. Trots att varuhusbyggnaden fick ett aningen gammalmodigt utseende blev det ändå ett monument för den nya tiden. Med rumsindelningen, den moderna tekniken och verksamheten som öppnade sig mot publiken var byggnaden länge en symbol för storstadsbyggandet i Helsingfors.
Mörkt bränt tegel användes som material i fasaden och motsvarande andan i tegelarkitekturen i Hamburg och Berlin. Fasaden framhävs av de vertikala konstruktionerna och de stora glasytorna.. Den rad av fönsterburspråk som löper längs med byggnadens översta del kan ses som en analogi till en tandad mur.
I tillbyggnaden som blev klar på 1980-talet, ritad av Gullichsen, syns influenser av art déco. Tillbyggnadens fasad är delvis en fortsättning på den gamla fasaden, delvis avviker den. Enligt britten Colin St. John Wilson följder arkitekturen i den unika byggnaden traditionen inom modernismen och innehåller skickliga referenser till flera av modernismens klassiker, såsom Alvar Aalto och Le Corbusier.

### Interiören

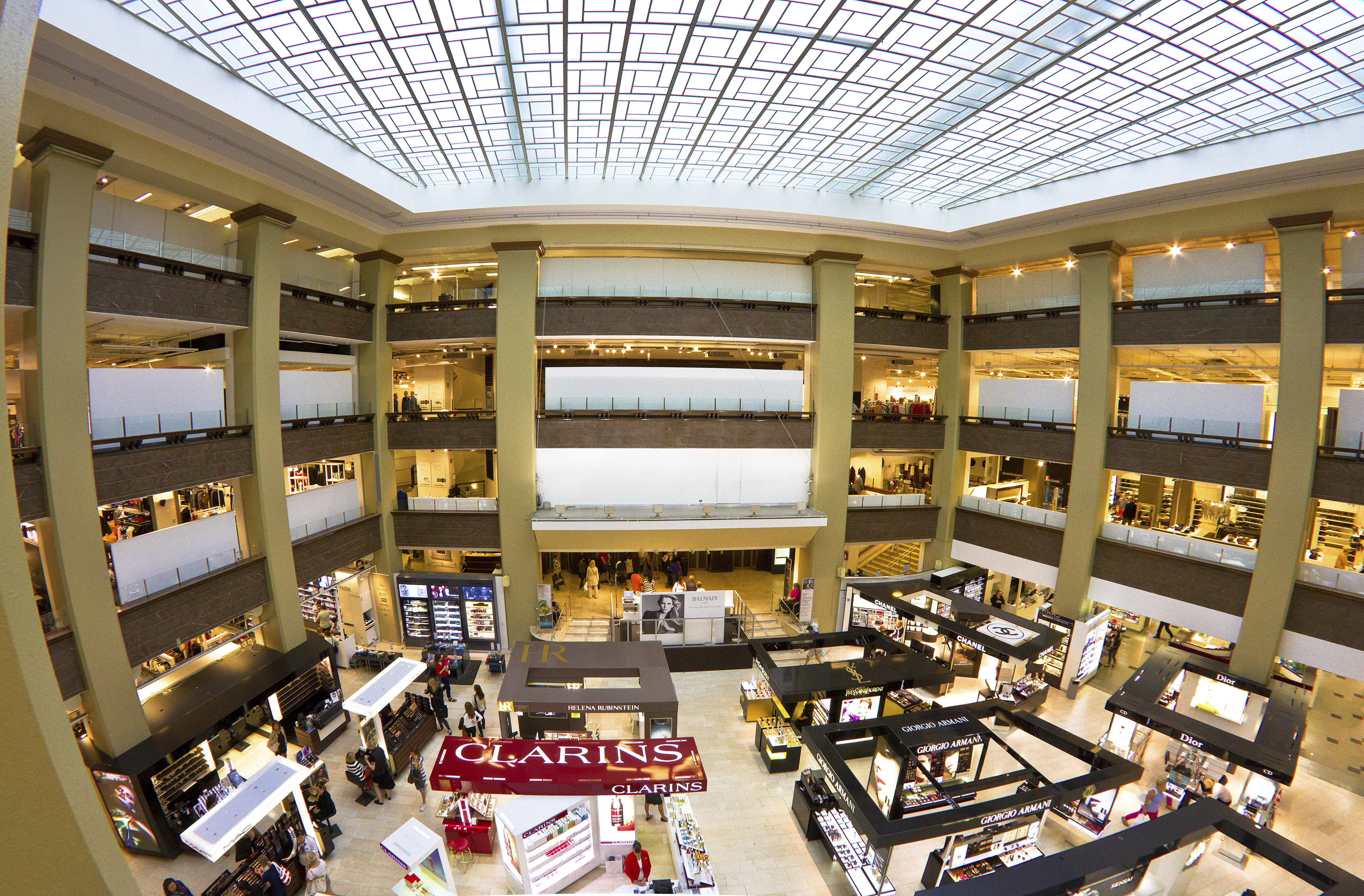
Ljusgården är varuhusets centralaste del.

Kraven från kommersialismen framhävs i varuhusets interiör. I det nya varuhuset strävade man till att maximera antalet kunder. Arkitekten ville få en tydlig interiör där inredningens fokus skulle ligga på att ställa fram produkter.
Ljusgården är varuhusets centralaste del. Med den försökte arkitekten få fram ett luftigt intryck som för tankarna till ett torg och som skulle göra det enkelt att orientera sig i varuhuset. Ljusgården är ett stort och öppet utrymme med ett tak i glas. Ljusgården omgärdas av balkonger. Med utrymmet som verkar jättelikt ville man ge ett komprimerat intryck av hela varuhuset. Stockmanns tidigare organisationsledare Gustaf Strengell ansåg att ljusgården var en onödig monumental konstruktion som främst tjänade arkitekturen snarare än kommersialismen. Stockmanns ljusgård ser stor ut, men utgör egentligen en ganska liten del av varuhusets yta. Också i utvidgningen från 1989 som planerades av Gullichsen-Kairamo-Vormala finns en ljusgård.
Varuhusets inredning följer en moderat version av art déco. Åren 1928–1930 var modernismen, eller funktionalismen, redan i antågande till Finland, och dess inverkan syns i de rundade trapporna och i vissa detaljer i byggnaden. De öppna trapporna inne i byggnaden var mörkgröna vid den parkliknande Henriksgatan (Mannerheimvägen) och orangea vid Centralgatan för att symbolisera tegelarkitekturen i byggnaden mitt emot.
Frosterus ville också standardisera varuhuset så mycket som möjligt. Hans planer inbegrep personalhissar och reservtrappor som alla var likadana, likaså var avstånden på trappornas steg och fönstren lika stora, förutom skyltfönstrens glasskåp.

## Byggnaden

### Rulltrappor och hissarbeten

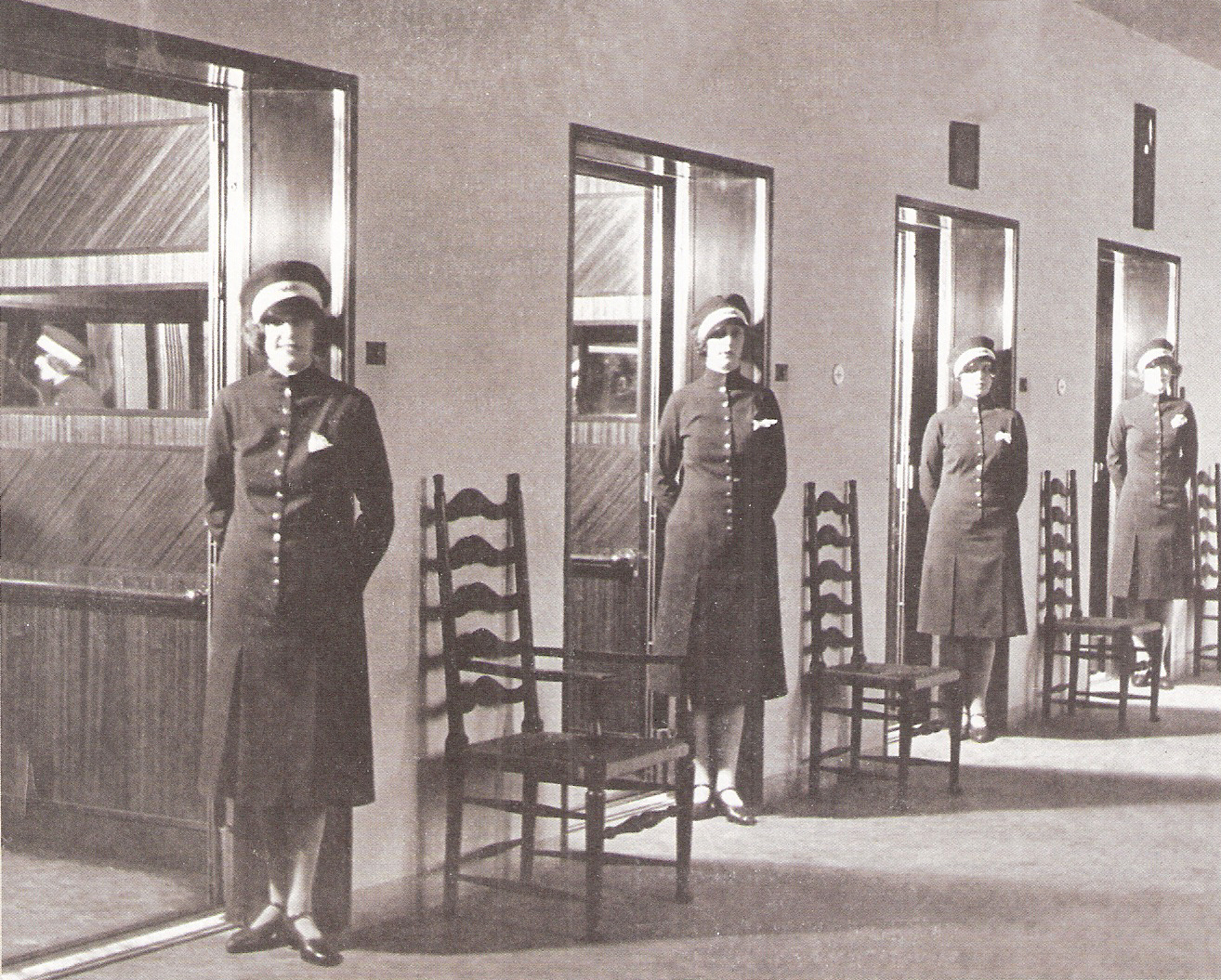
Hissflickorna i Stockmanns varuhus 1930.

Helsingfors första rulltrappor installerades i Stockmanns varuhus. Rulltrapporna i trä levererades av Flohr i Berlin och installerades av Kone. Pressen försäkrade för läsarna att det var både roligt och ofarligt att åka med rulltrapporna och varuhuset fylldes de första veckorna av ivriga rulltrappsåkare. Ifall kunderna inte ville åka i rulltrapporna kunde dessa istället välja de traditionella spiraltrapporna. Tvärtemot den allmänna uppfattningen är Stockmanns rulltrappor inte de första i Finland, eftersom sådana installerats i Åbo redan 1926.. Det finns flera rulltrappor i Stockmanns varuhus än i någon annan byggnad i Finland. Efter renoveringen 2010 finns det totalt 56 stycken rulltrappor i varuhuset.
Förutom rulltrapporna finns det fem hissar i polerad björk och valnötsträ. Hissplattformen finns i mitten av varuhuset och den blev en populär träffpunkt kort efter att varuhuset öppnade. En av hissarna var reserverad enkom för trafiken till restaurangen. Förutom kundhissarna byggdes en paternoster-hiss för personalen som ledde till de översta våningarna.
Hissarna tillverkades av finländska Kone och beställningen var samtidigt den första betydande hissbeställningen för tillverkaren. Enligt utländsk förebild ansvarade uniformsklädda hissflickor för hissarna. Ibland hämtade beundrare blommor och sötsaker till flickorna och ibland friade man till dem på skoj, vilket ledde till den allmänna uppfattningen att hissflickor var hett efterfrågade på giftasmarknaden.

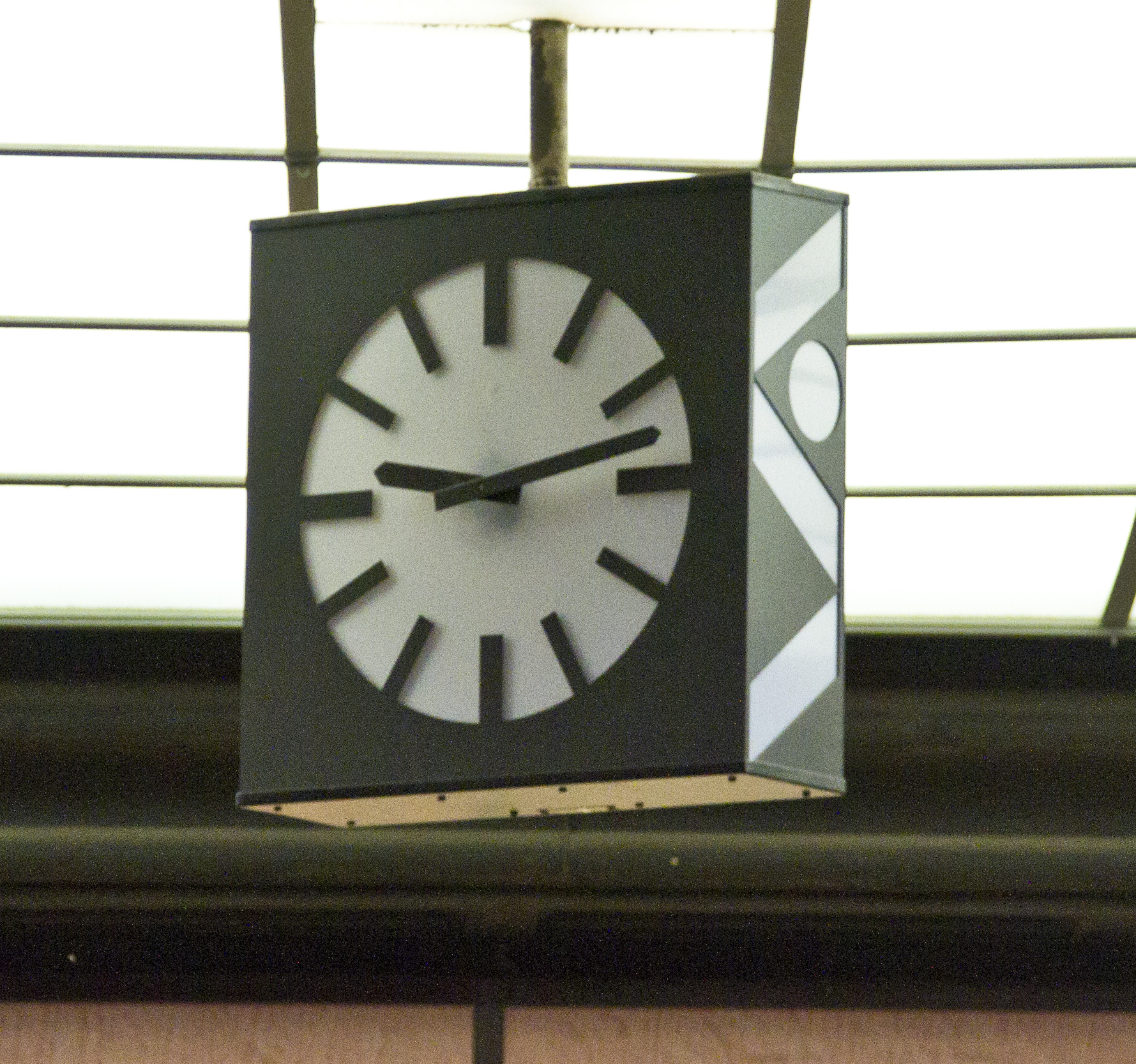
Klockan ovanför huvudingången är en populär träffpunkt.

Företaget slopade hissflickorna år 1982 då hissarna automatiserades. Dessutom började man anse att det var chauvinistiskt och gammalmodigt att ha unga kvinnor som maskotar och fröjd för kundernas ögon. I oktober 2002 kom hissflickorna tillbaka för en dag då hisstillverkaren Kone firade 100-årsjubileum tillsammans med sin mest långvariga kund. Hissflickorna styrde ändå inte hissarna utan hälsade kunderna välkomna och serverade godis.
I mitten av 2000-talet installerades nya mer effektiva hissar. Efter renoveringen finns det totalt 38 stycken hissar i varuhuset.

### Stockas klocka
Ovanför huvudingången finns en klocka som är en mycket välkänd och populär träffpunkt. Klockan är elektromekanisk och består av en upplyst urtavla och en roterande motor. Klockan ovanför huvudingången installerades inte samtidigt som varuhuset byggdes utan först år 1965.
År 2011 förnyades klockans visare och maskineri och 2012 förnyades skalet.

### Skyltfönstren

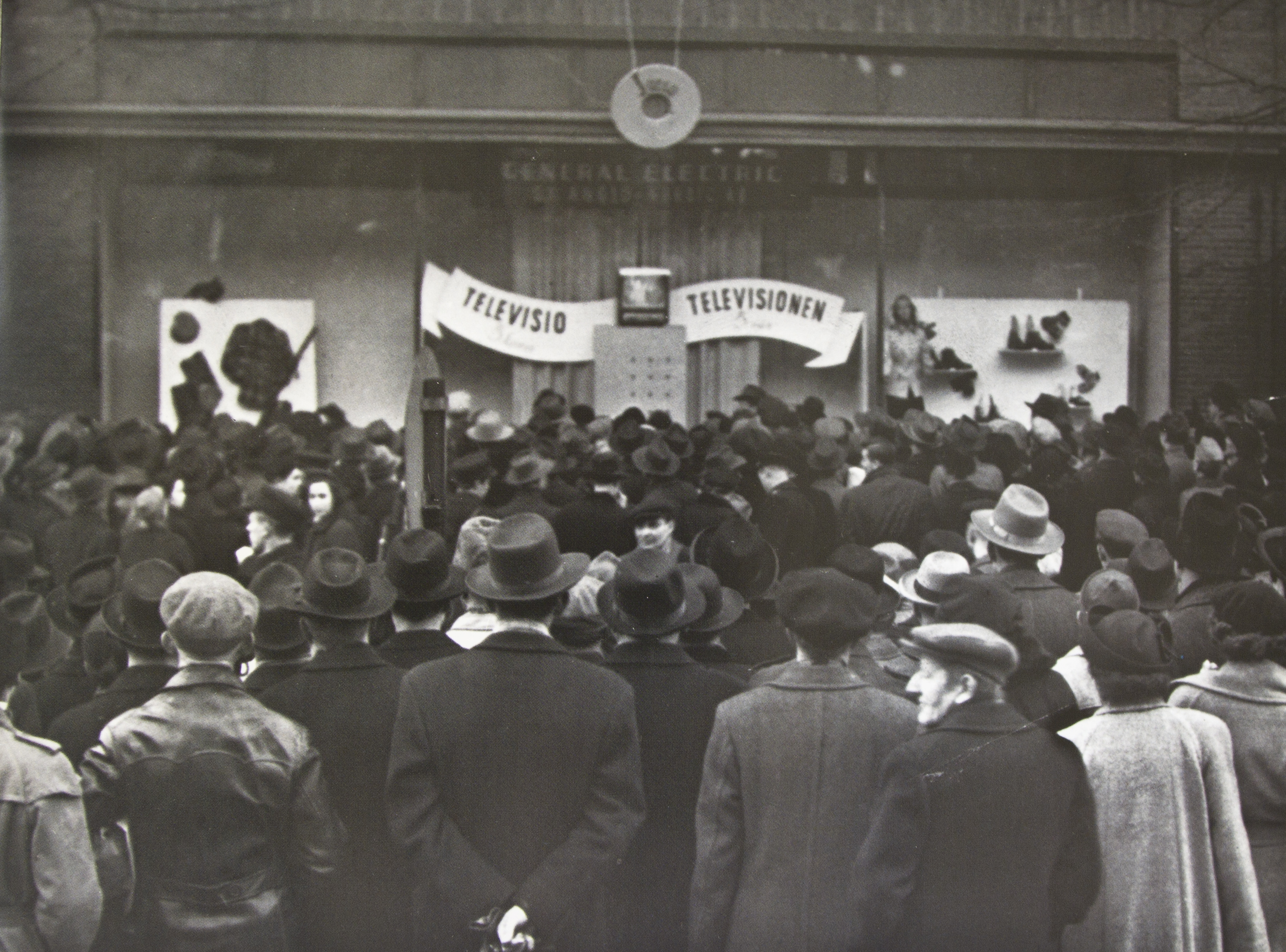
Stockmann hämtade televisionen till Finland. En provvisning visades i varuhusets skyltfönster på hösten 1950.

Skyltfönstren bildar varuhusets ansikte. I Stockmanns varuhus i Helsingfors finns totalt 23 stora skyltfönster. Då de färdigställdes var de stadens största. Dekorering fick en större betydelse i det nya varuhuset. Fönstershoppande var förknippat med hela varuhusets idé; att förföra kunder att komma in och shoppa och konsumera. I skyltfönstren förevisades olika varor som kunde köpas inne i varuhuset. På det sättet fick alla stadsbor en uppfattning om hur man ska vara klädd eller hur man ska inreda sitt hem, ifall man hade pengar. Redan G.F. Stockmann var intresserad av skyltfönster och då varuhuset flyttade in i Kiseleffska huset lät han förstora fönstren ändå till golvet och ersatte de gamla fönstren som var indelade i fyra rutor med stora rutor och klart glas.
Till en början presenterades varorna förnämt och dekorativt, men på 1930-talet minskade man på den störande rekvisitan och fokuserade endast på själva produkten. Skyltfönsterreklamen behövde en tydlig och ren form så att också förbipasserande som skyndade förbi kunde uppfatta reklamens budskap. Samtidigt grundades en dekorationsavdelning på varuhuset som blev känd för sin yrkeskunniga personal.
Julfönstret har varit populärt bland flera generationer av barn. Det är den mest arbetskrävande skyltfönsterinstallationen och rekvisitaförberedelserna påbörjas redan i oktober-november. Julfönstret har traditionsenligt byggts i skyltfönstret som ligger i hörnet av Alexandersgatan och Centralgatan.

### Underjordiska tunnlar och serviceutrymmen

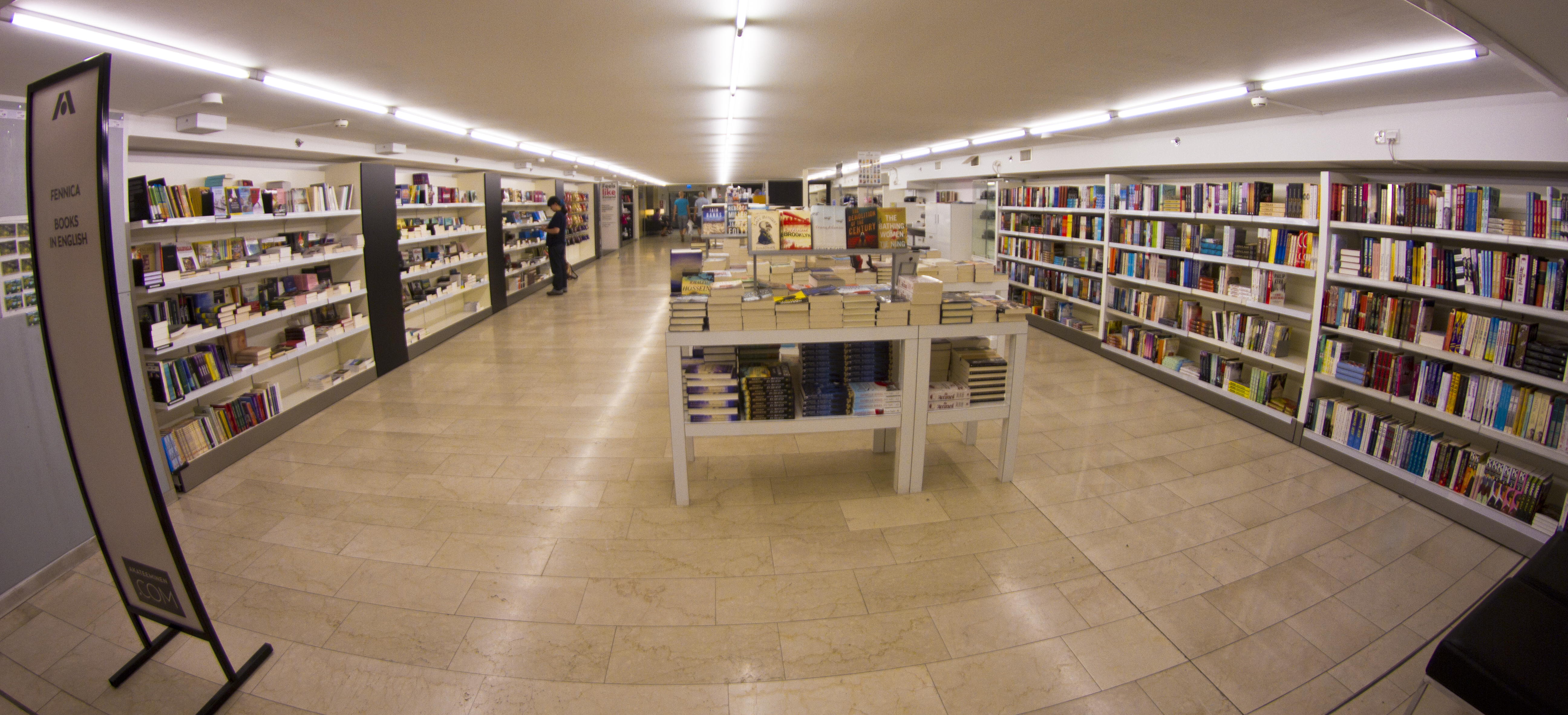
Den underjordiska förbindelsegången mellan varuhuset och Akademiska bokhandeln.

Formen på tomten och dess läge samt placeringen av varuhuset längs alla sidor av kvarteret har varit till stor hjälp för försäljningen. För varuhusets logistik har det ändå varit problematiskt eftersom varuhuset saknar så att säga en bakgård för transporter. Varuhusets lastningsplats placerades på tomtens högsta punkt vid Mannerheimvägen.
På 1960-talet då Bokhuset uppfördes, byggdes samtidigt en ramp ner till ett underjordisk lastningsutrymme från Centralgatan. Senare blev rampen stockad och man funderade på nya lösningar. På 2000-talet påbörjades ombyggnadsarbetet av Centralgatan till en gågata och Stockmanns ramp och servicetrafik skulle bort. Helsingfors stad började planera en servicetunnel i centrum som skulle möjliggöra att Centralgatan blev gågata och att bygga nödvändiga utrymmen för varutrafiken, avfallshanteringen och kundparkeringen. Varuhusets nya servicegård sprängdes in 35 meter under marken och togs i bruk 2009.
Stockmanns varuhus har en underjordisk gångförbindelse under Centralgatan till Bokhuset, till Akademiska bokhandelns pappersavdelning. Dessutom byggde Stockmann i tiderna en gångtunnel från våning -1 till Forums parkeringsanläggning.

### Ett skyddat varuhus
Museiverket har skyddat det ursprungliga varuhusets ovanjordiska delar som en arkitektoniskt och kulturhistoriskt värdefull byggnad. De skyddade delarna av interiören inbegriper den gamla ljusgården med sitt glastak och den anslutande hissaulan med sina synliga detaljer, huvudtrapphuset, personalens paternosterhiss samt ledningens mötes- och kontorsutrymmen. Dessutom är Argoshusets fasad och tak skyddat.

## Varuhusets avdelningar och tjänster våning för våning
I varuhuset finns tolv våningar, varav tre ligger under markytan. Utöver dessa finns det en förbindelse till en underjordisk parkeringsanläggning i tre våningar. I den understa våningen finns en stor livsmedelsavdelning, Delikatessen, som har cirka 16 000 produktartiklar. Bredvid Delikatessen finns Alkos affär och tillsammans täcker de båda cirka 5 000 m². I de övre underjordiska våningarna ligger bland annat elektronikavdelningen och Skillnadens Apotek, samt underjordiska förbindelser till Forums parkeringsanläggning och till Akademiska bokhandeln.
Ingångarna från Alexandersgatan och Centralgatan finns på första våningen. På grund av gatornas höjdskillnad ligger ingångarna från Mannerheimvägen och Esplanaden lite högre upp i våning 1A. Ingångarnas axlar möts i alla riktningar vid varuhusets hissgrupp, som accentueras av en upphöjd avsats.
På femte våningen ligger Argoshallen som har produktutställningar som varierar enligt säsong. På sjunde våningen finns en koncentration av specialaffärer som är specialiserade  på skönhet och välmående, såsom frisör, skönhetssalong och gym.
På den översta våningen ligger Fazers restaurangvärld, F8, med plats för 850 kunder. Förutom denna finns det också andra restauranger och kaféer i varuhuset, till exempel Classic Pizza, Robert’s Coffee, Hesburger, Café Argos, deli och sushibar.
| Våning | Produkter och tjänster | Våningens bottenplan |
| ------ | --- | -------------------- |
| 8      | - Bankomat - Biljettförsäljning - Restaurangvärlden Fazer 8th Floor - Restaurang Hanko Sushi - Servicetjänst - Souvenirer - Stamkundstjänst - Tjänster, t.ex. Tax Free och gåvotjänst - Valutaväxling (Forex) - Pengaöverföring (Western Union)                |                      |
| 7      | - Bröllops- och festklänningar (White Dress) - Frisörstjänster - Gym - Optiker och ögonläkare (Instrumentarium) - Skönhets- och välmåendetjänster - Tvättjänst                                                                                                 |                      |
| 6      | - Barn - Beauty Hair Sirpa Mansner - Hesburger - Leksaker (XS Toys) - Sport |                      |
| 5      | - Design - Hem och inredning - Inredningstjäntst - Små köksapparater - Trädgård - Inredningstjäntst |                      |
| 4      | - Resväskor (Samsonite) - Damskor, -strumpor, -underkläder och -rockar - Dammode (Lindex Lingerie) - Herraccessoarer - Herrskor, -strumpor, -underkläder och -rockar - Pop-up avdelning                                                                        |                      |
| 3      | - Dammode - Modetjänst för damer - Restaurang Biáng |                      |
| 2      | - Herrmode - Modetjänst för herrar - Måttbeställda kostymer |                      |
| 1A     | - Handväskor och accessoarer för damer - Salladrestaurang Pupu |                      |
| 1      | - Blomsterhandel - Frisersalongsprodukter - Frisör Beauty Hair Sirpa Mansner - Information - Märkeskosmetik och dofter - Smycken och klockor Caféer och restauranger: - Espresso House - Joe & The Juice - Nordic Market - Robert's Coffee - Toqyo Food Street |                      |
| -1A    | - Apotek - Naturprodukter - Bankomat - Kosmetik och dagligkosmetik - Förbindelse: Akademiska bokhandeln |                      |
| -1     | - Elektronik (Power) - Stora hushållsmaskiner - Husdjur (Musti & Mirri) - Restaurang Classic Pizza - Skomakare - Batteriservice - Förbindelse: Forums parkeringsanläggning                                                                                     |                      |
| -2A    | - Delikatessen (HOK-Elanto) - Delikatessens servicepunkt - Alko - Bankomat - Flaskretur |                      |

Källa: Varuhusets guide, Helsingfors centrum, Stockmann 11/2012

## Bildgalleri

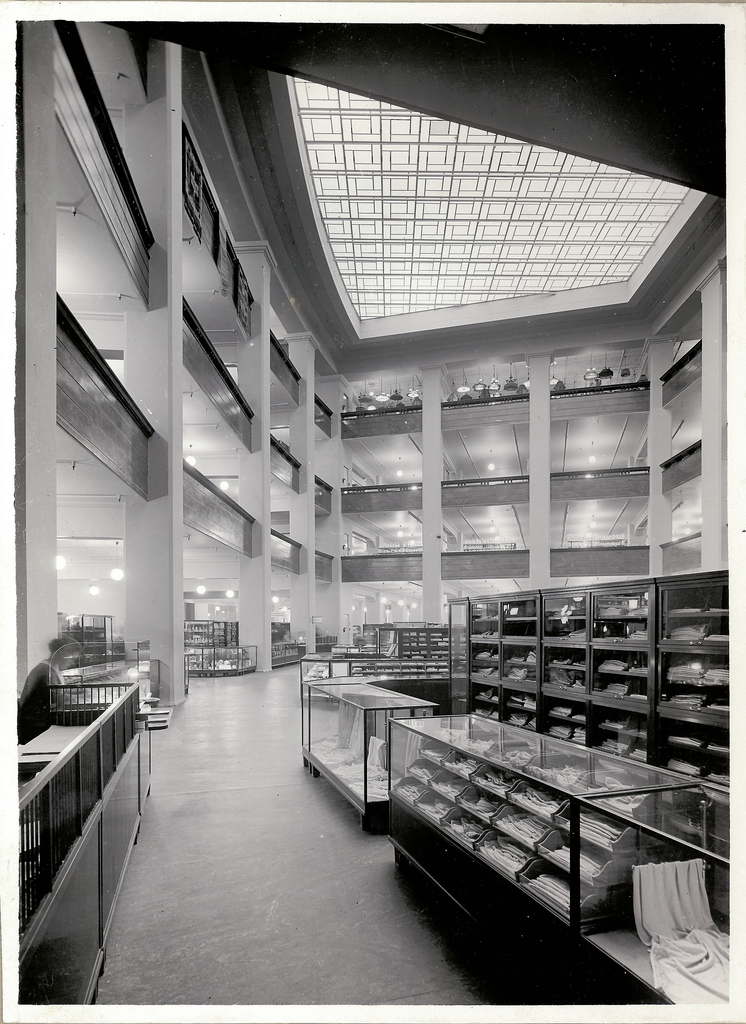
Ljusgården 1930.
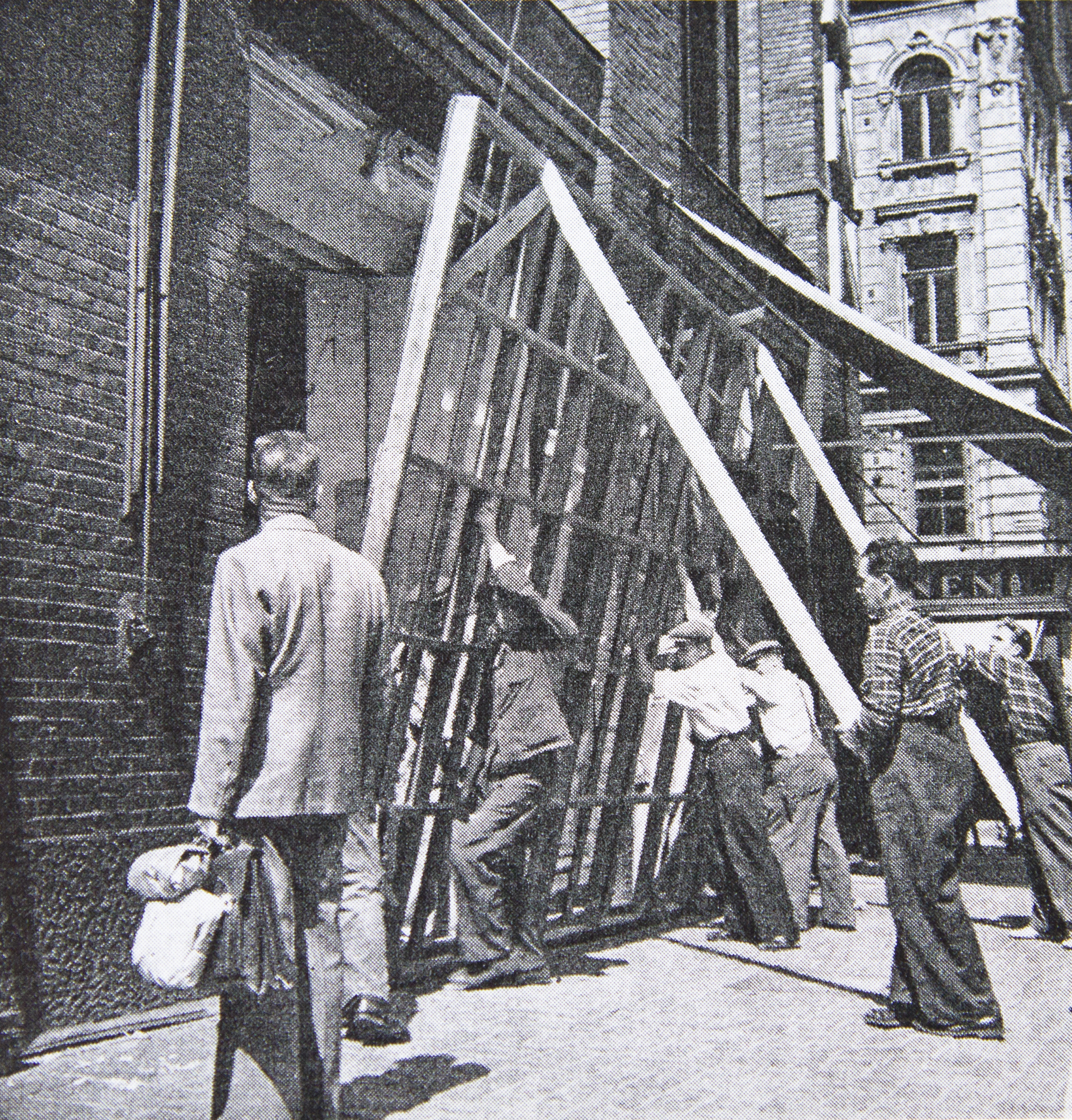
Nya skyltfönster installeras några år efter kriget, år 1950.
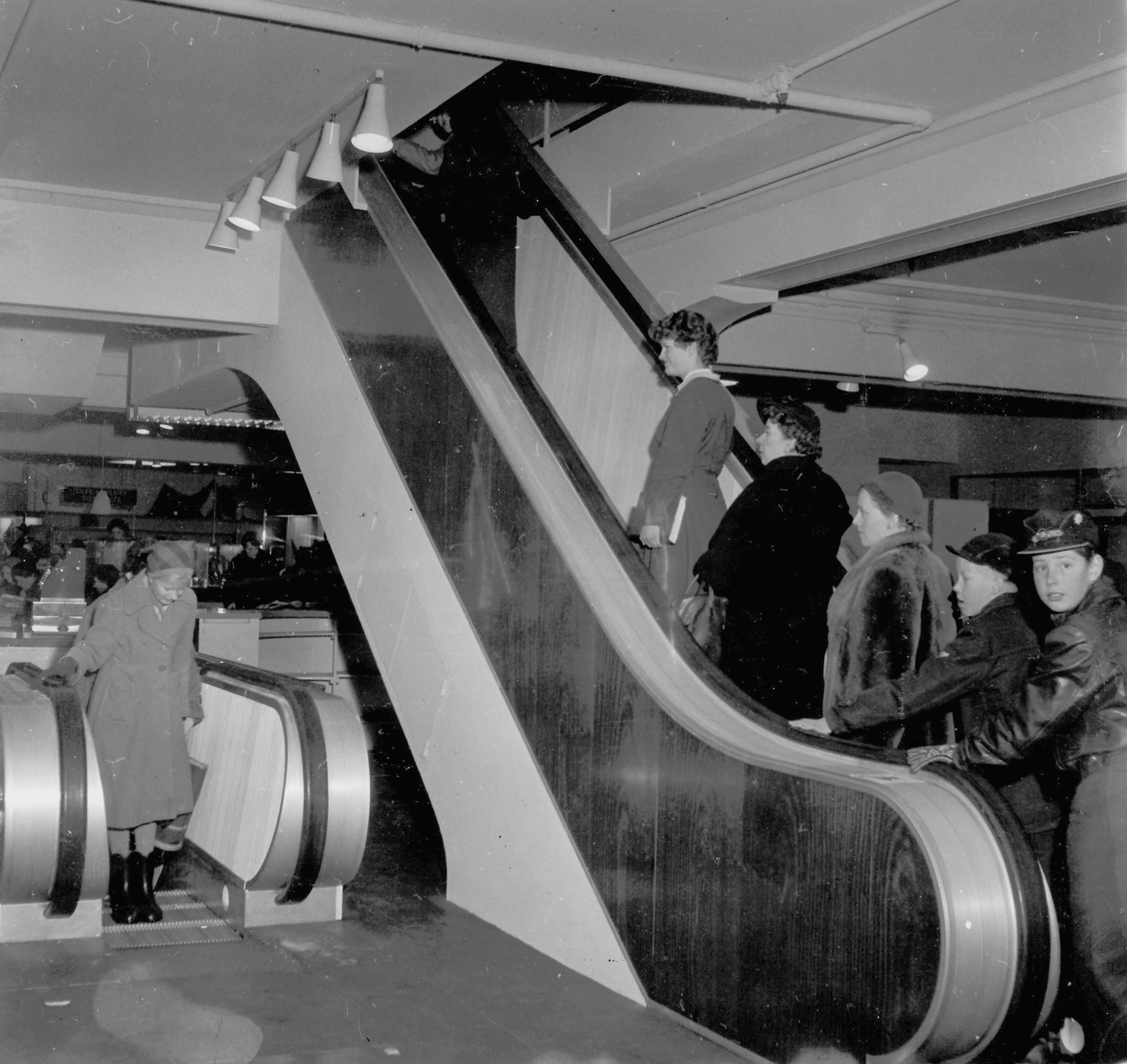
Varuhusets rulltrappor 1955.
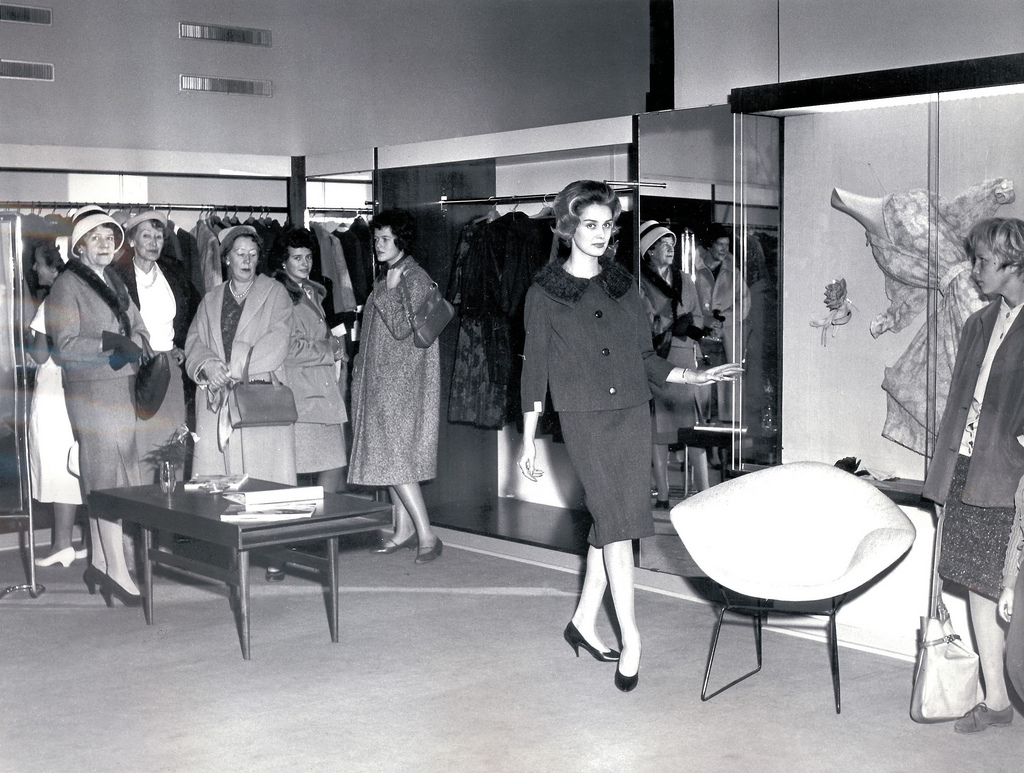
Stockmanns Boutique modeförevisning 1959.
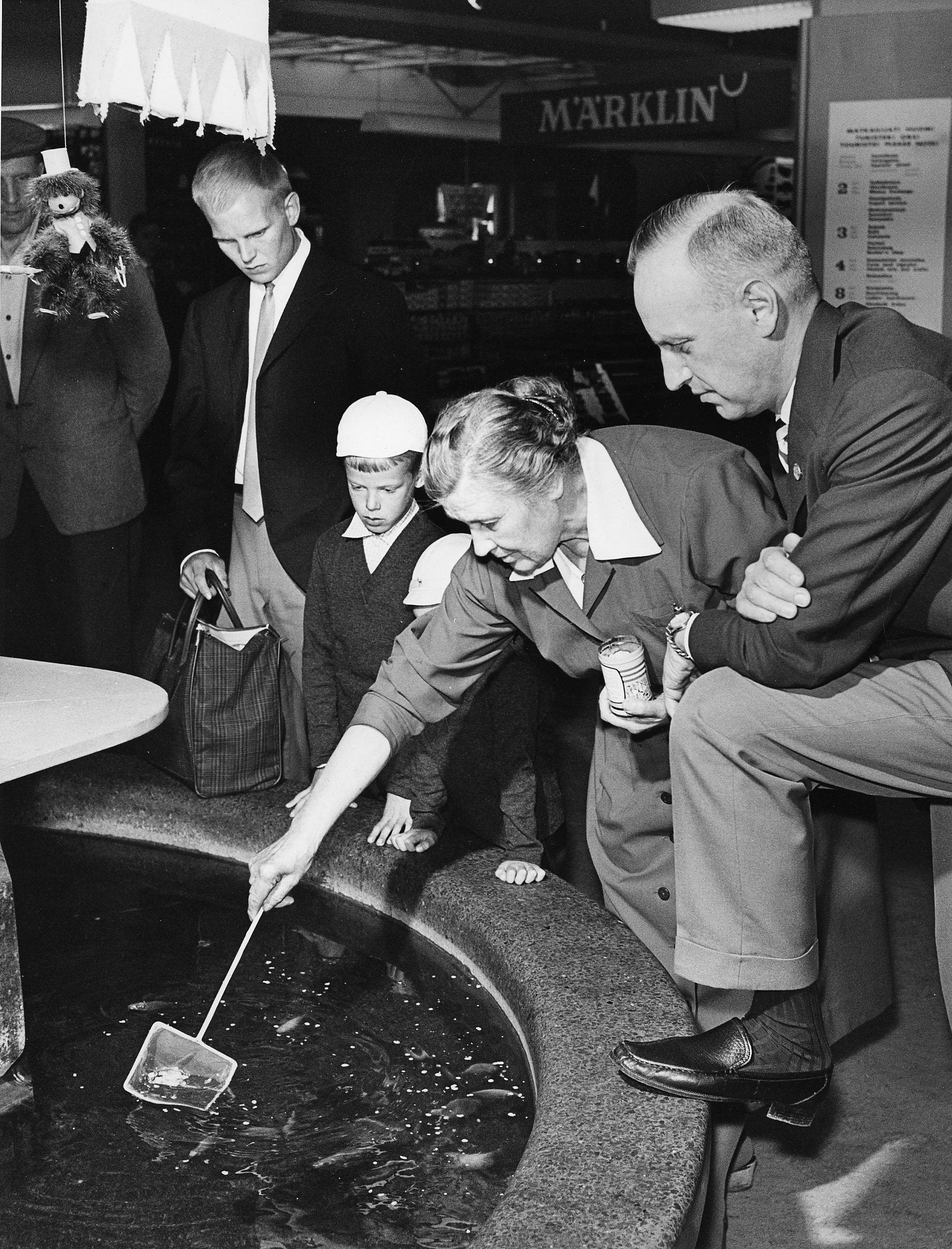
Fiskbassängen på varuhusets fjärde våning 1963.
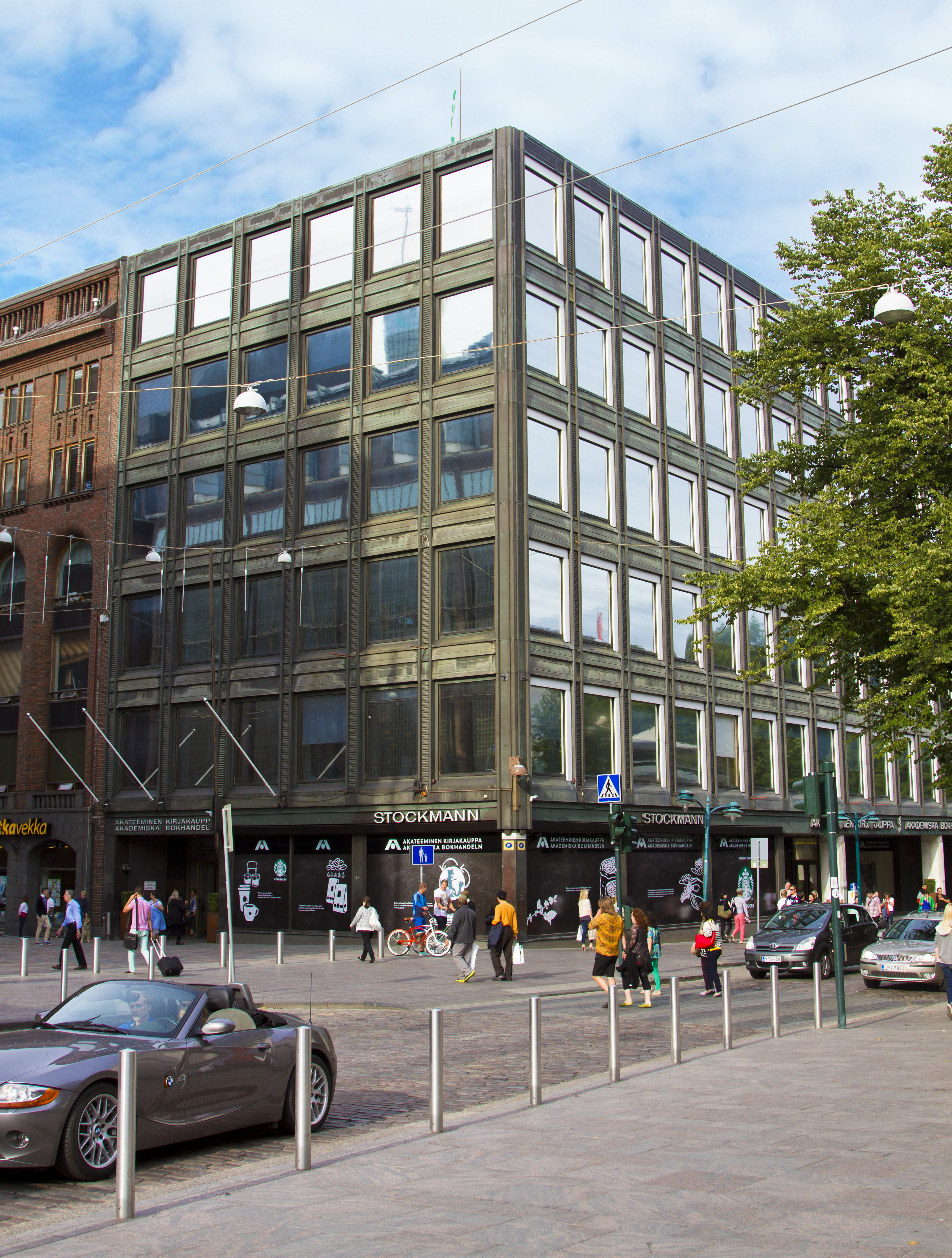
Akademiska Bokhandeln.
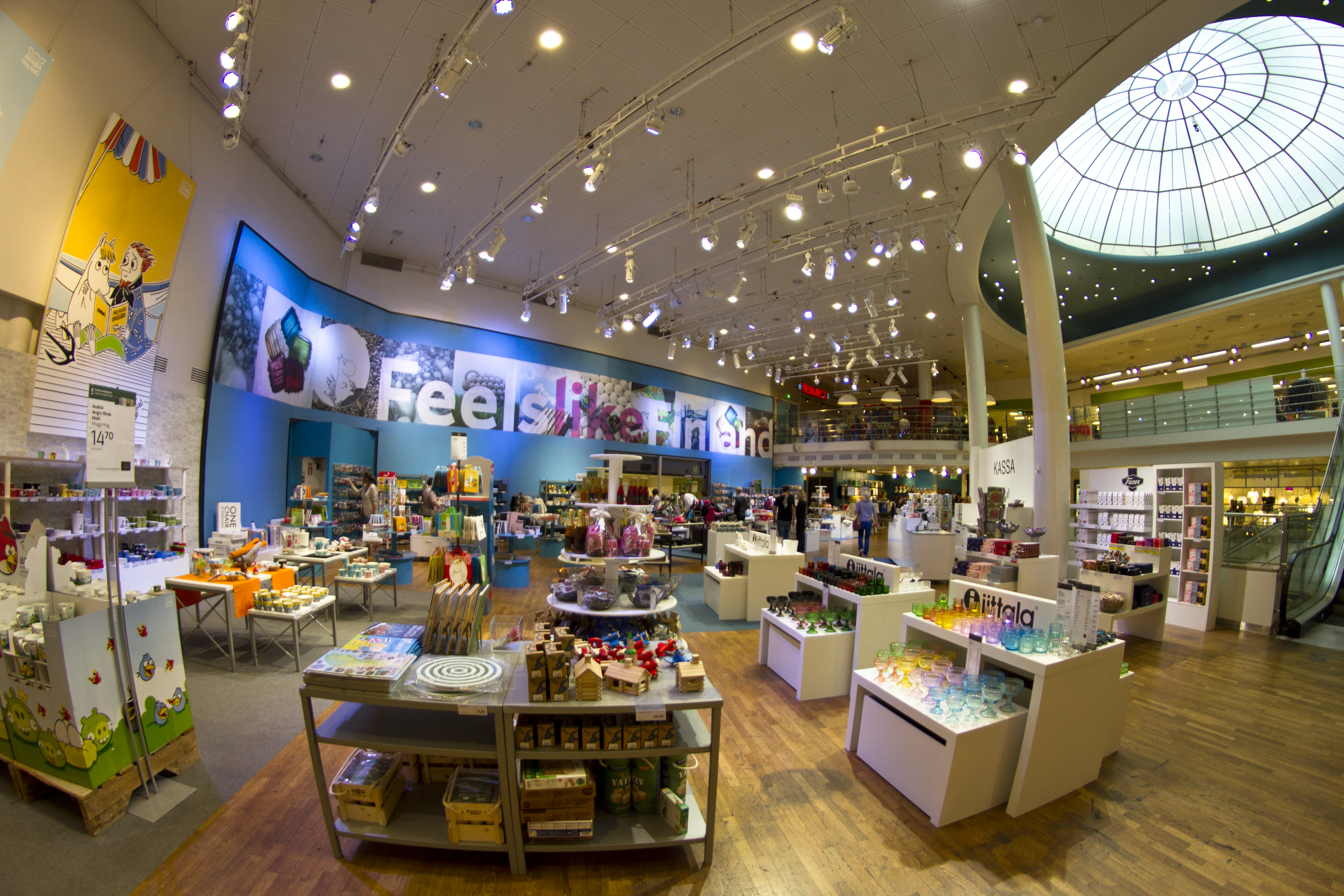
Varuhusets Feels like Finland-tema i Argoshallen.
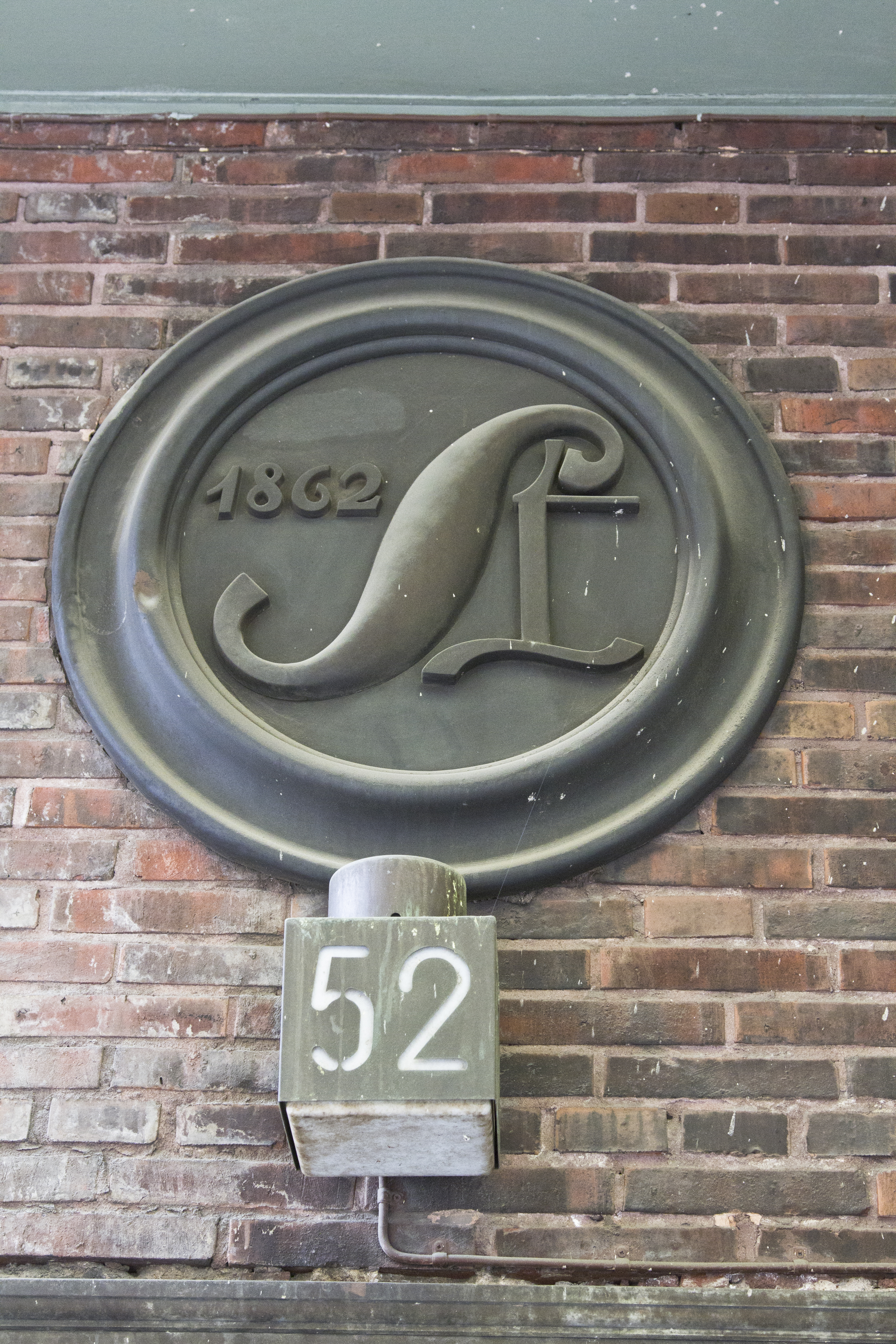
Stockmanns förra logotyp på varuhusets vägg.
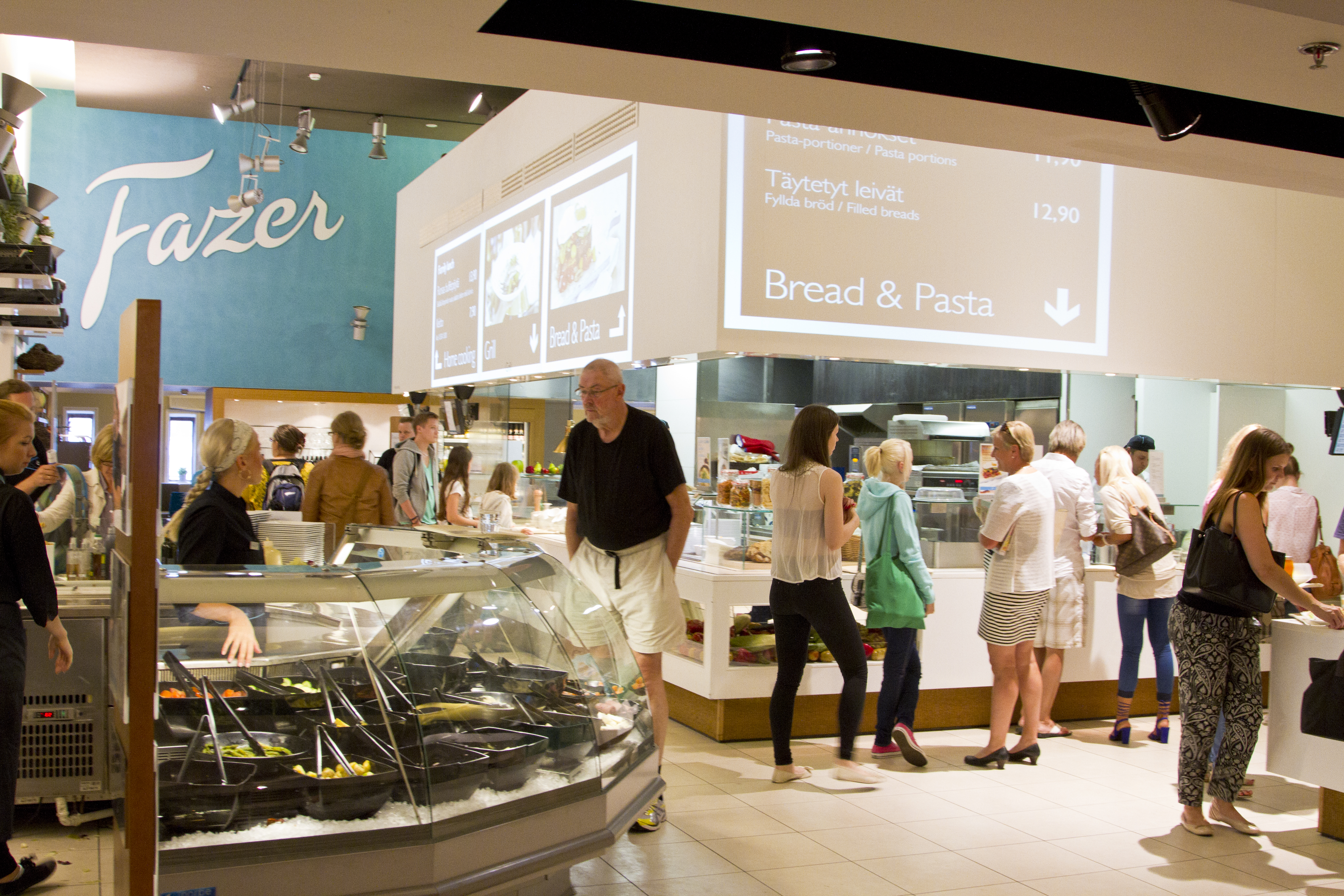
Restaurangvärlden i varuhusets översta våning.
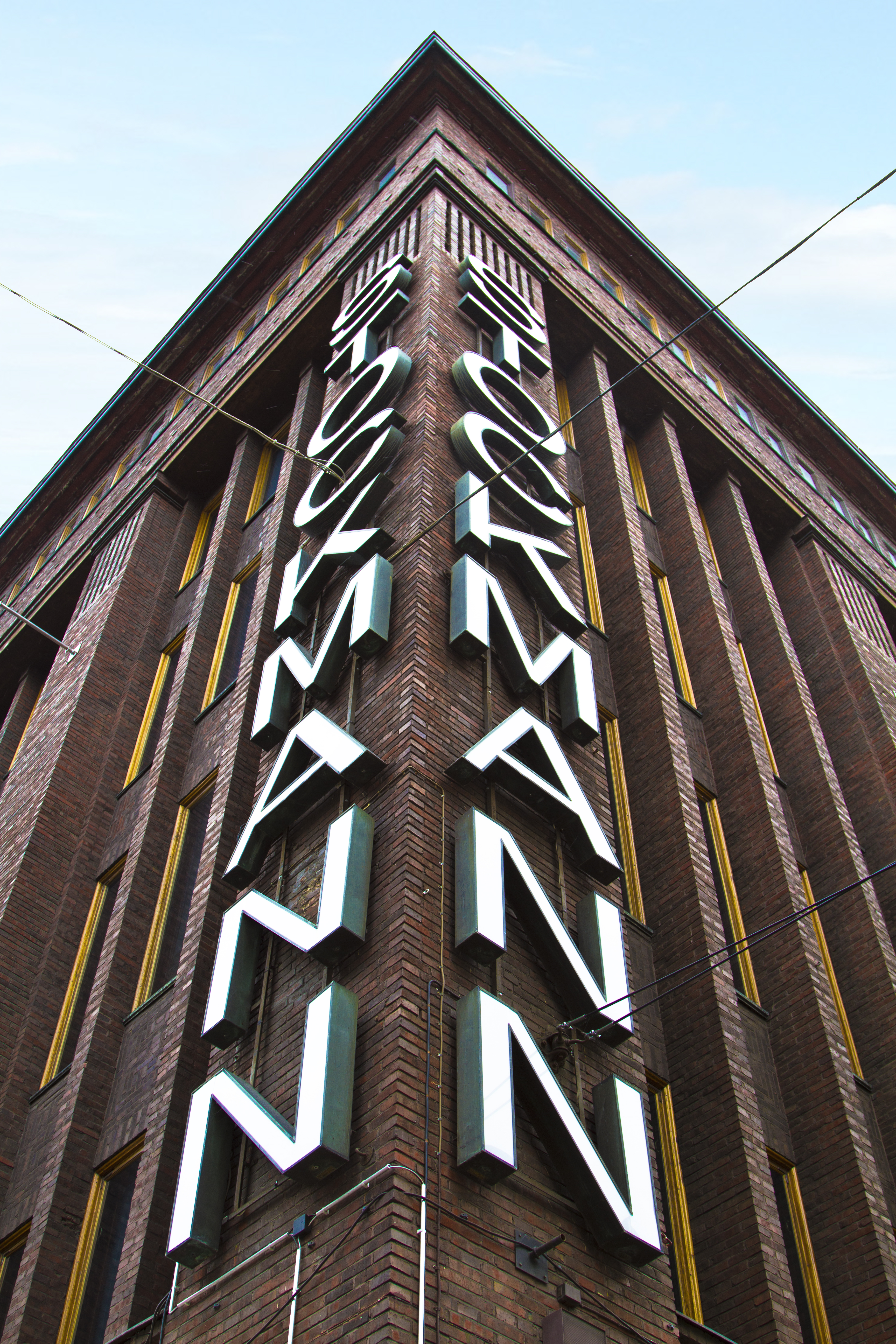
Hörnet mot Centralgatan och Alexandersgatan.
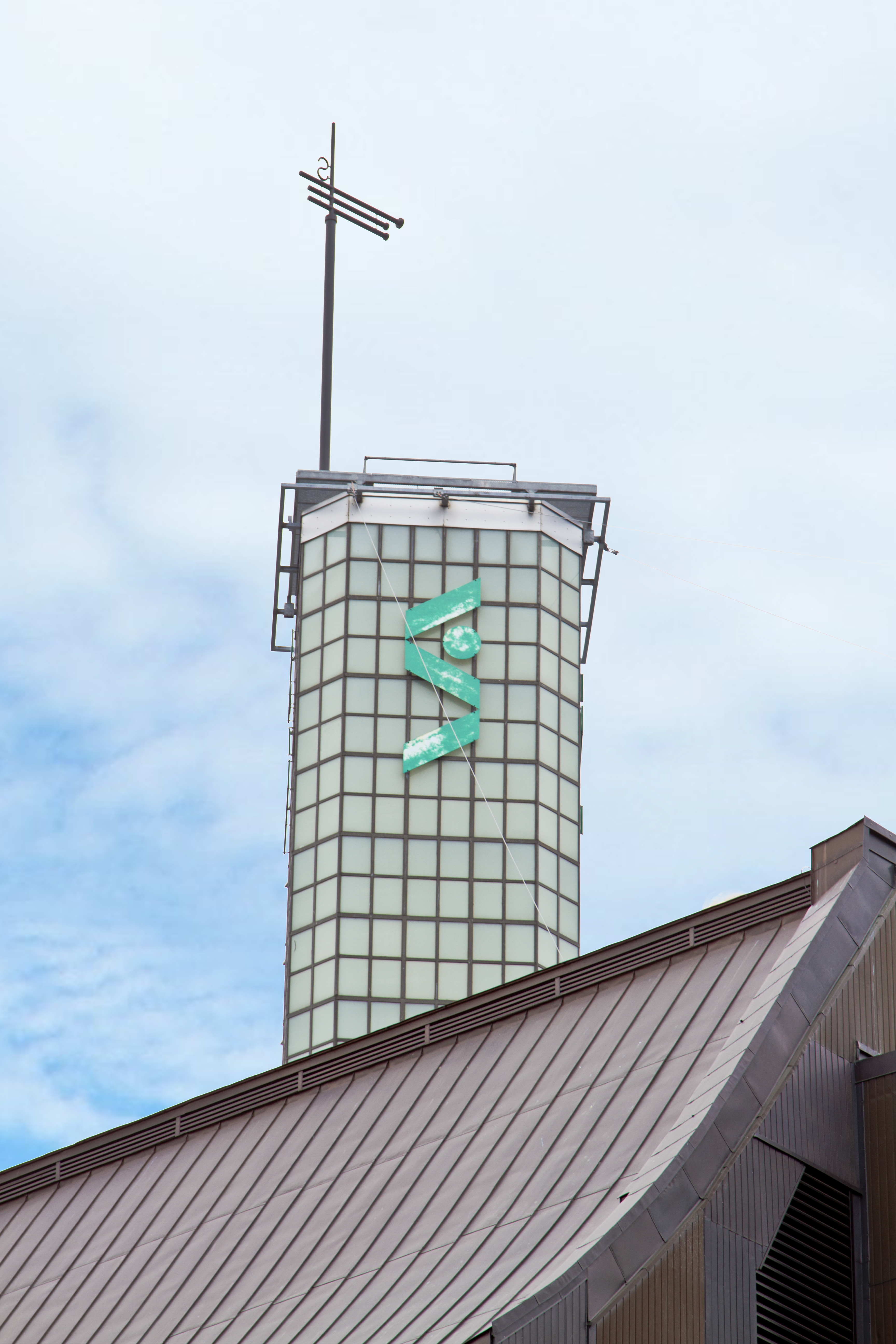
Skorstenen på varuhusets tak är täckt av en upplyst reklampelare.
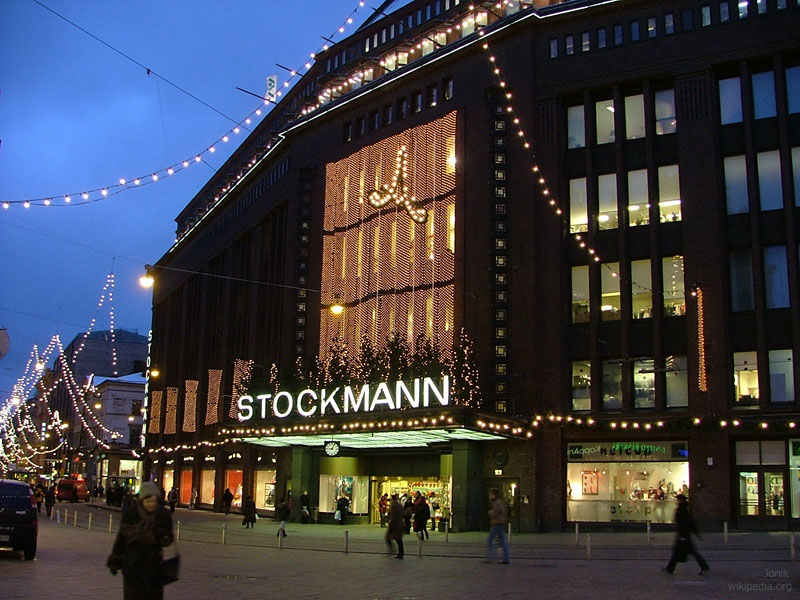
Varuhusets huvudingång vid julen 2004.
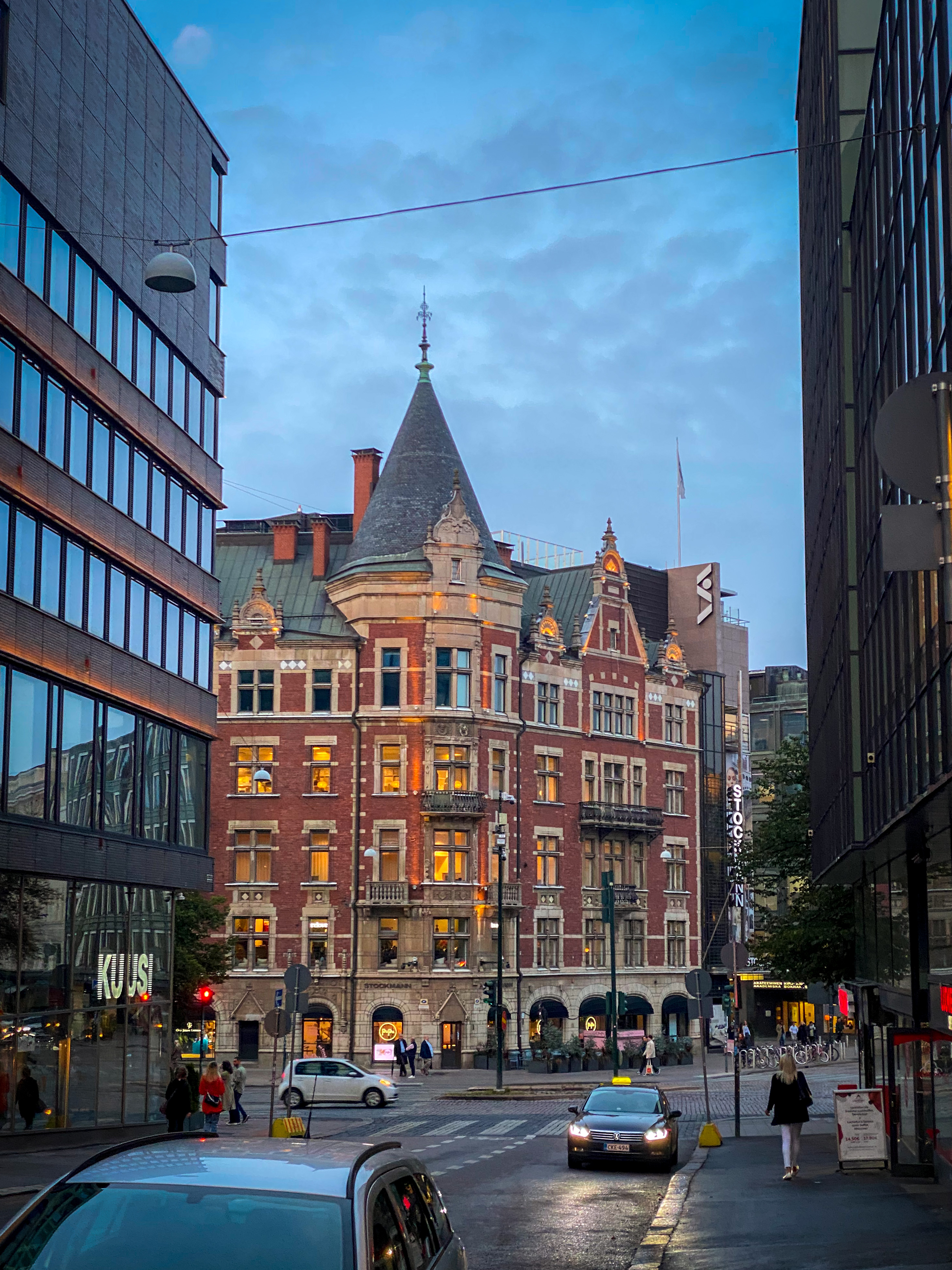
Wulffska hörnet på hösten 2023.